# Liste des familles de poissons
Cet article liste les familles de poissons, classées par nom scientifique en ordre alphabétique.
- Haut – A
- B
- C
- D
- E
- F
- G
- H
- I
- J
- K
- L
- M
- N
- O
- P
- Q
- R
- S
- T
- U
- V
- W
- X
- Y
- Z

## A

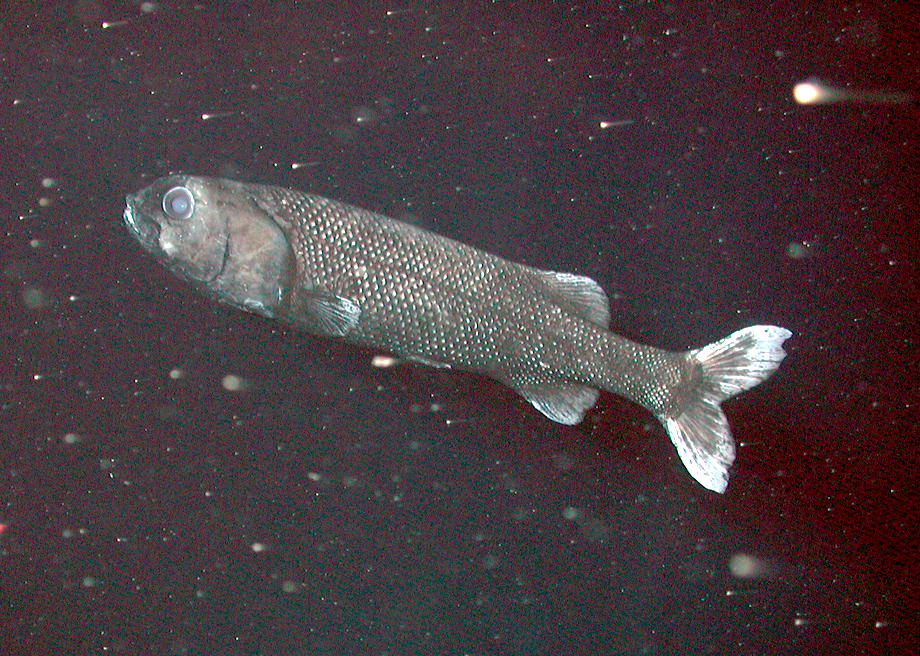
Alepocephalus tenebrosus, famille des Alepocephalidae

Ab-Am - An-Ap - Ar-Au

### Ab-Am

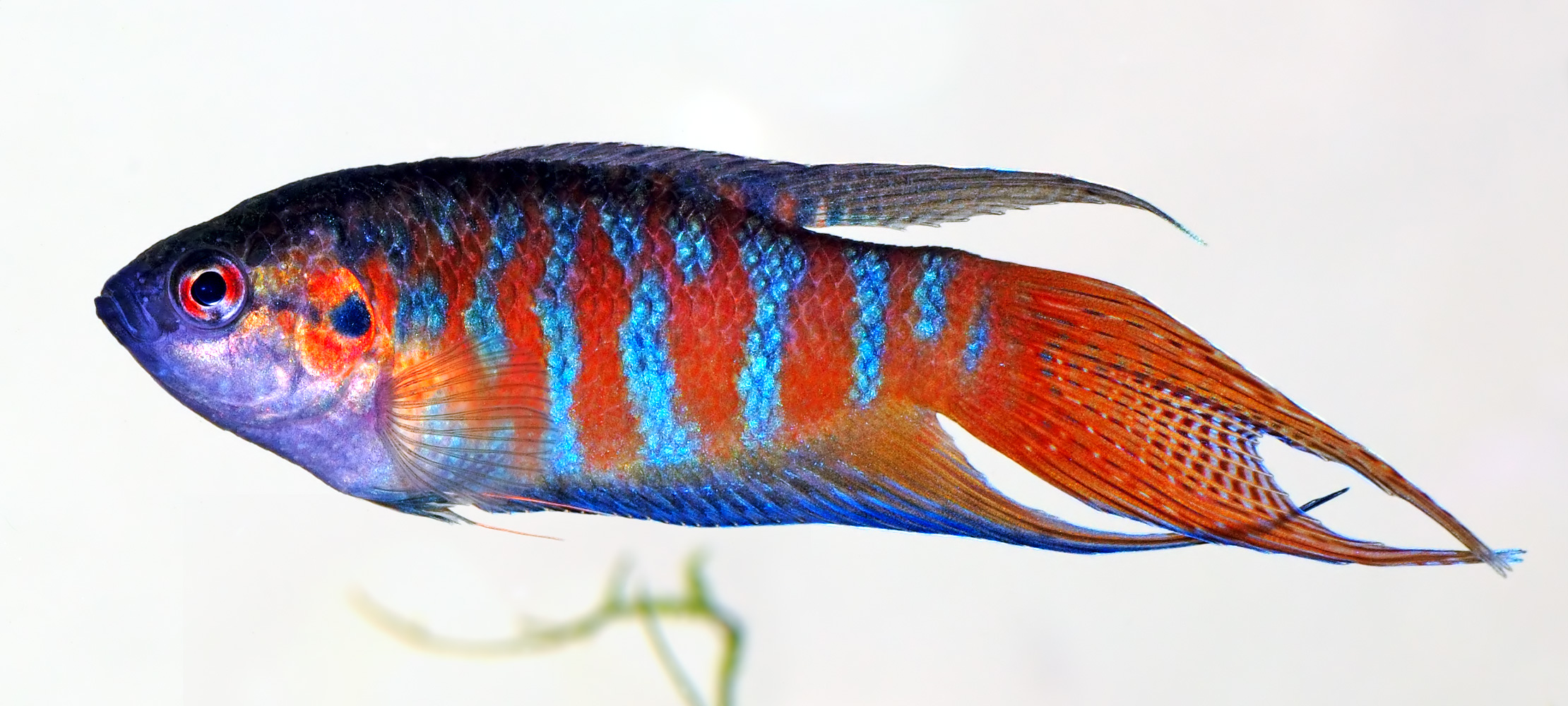
Poisson paradis (Macropodus opercularis), famille des Anabantidae

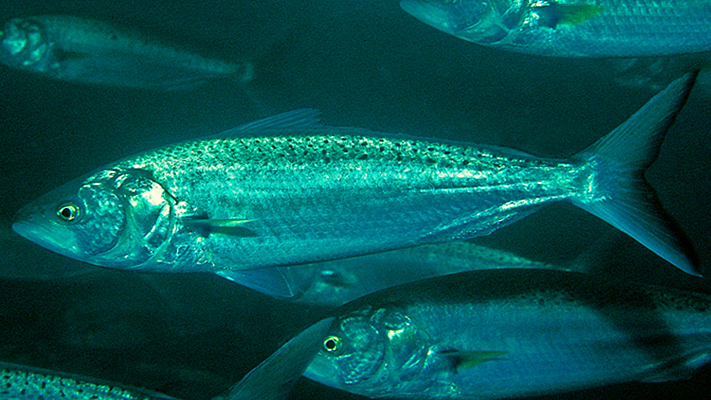
Arripis trutta, famille des Arripidae

- Abyssocottidae
- Acanthuridae
- Acestrorhynchidae
- Achiridae
- Achiropsettidae
- Acipenseridae
- Acropomatidae
- Adrianichthyidae
- Ageneiosidae
- Agonidae
- Akysidae
- Albulidae
- Alepisauridae
- Alepocephalidae
- Alestiidae
- Alopiidae
- AmarsipidaeArripis trutta, famille des Arripidae
- Ambassidae
- Amblycipitidae
- Amblyopsidae
- Amiidae
- Ammodytidae
- Amphiliidae

### An-Ap

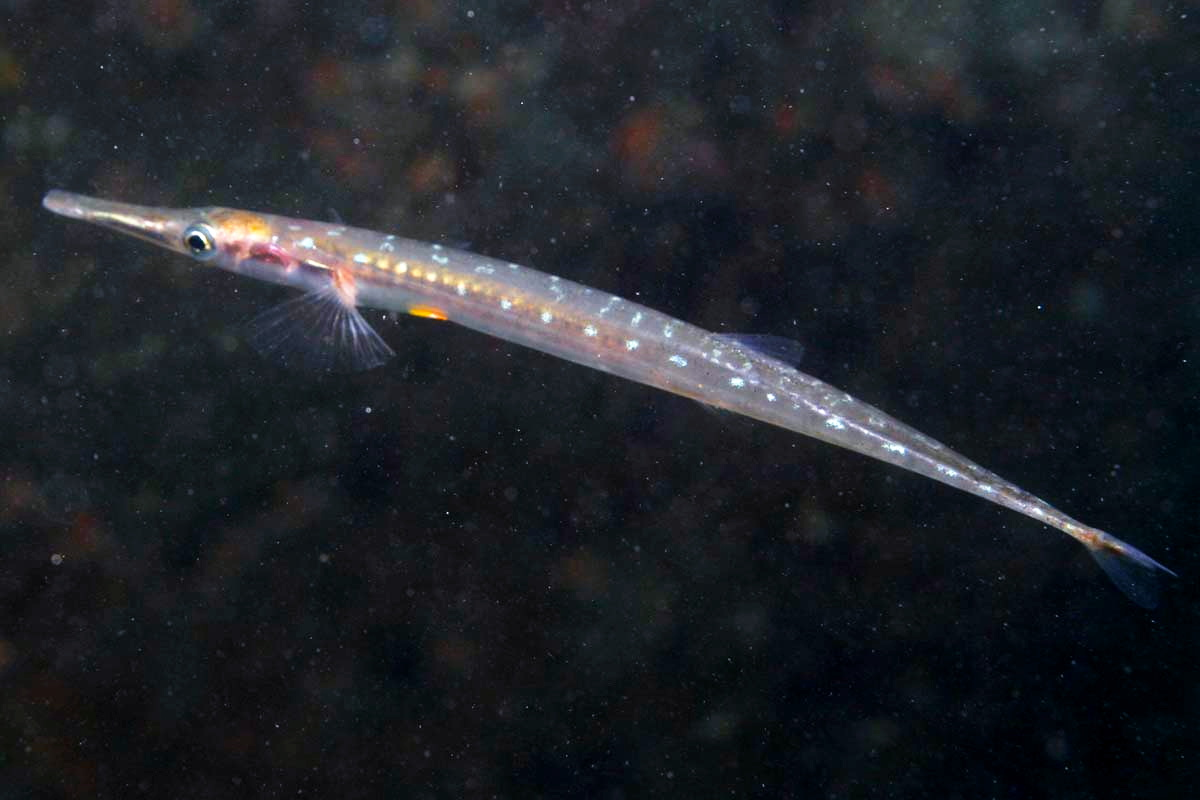
Aulorhynchus flavidus, famille des Aulorhynchidae

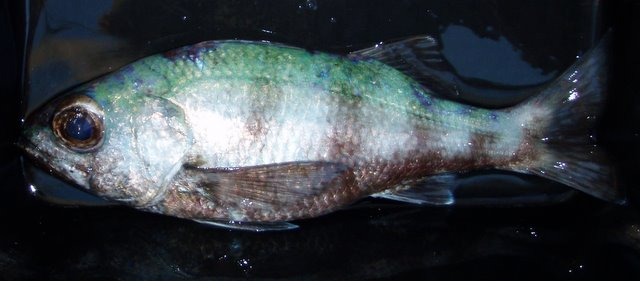
Neoscombrops pacificus, famille des Acropomatidae

- Anabantidae
- Anablepidae
- Anacanthobatidae
- Anarhichadidae
- Anguillidae
- Anomalopidae
- Anoplogastridae
- Anoplopomatidae
- Anostomidae
- AnotopteridaeNeoscombrops pacificus, famille des Acropomatidae

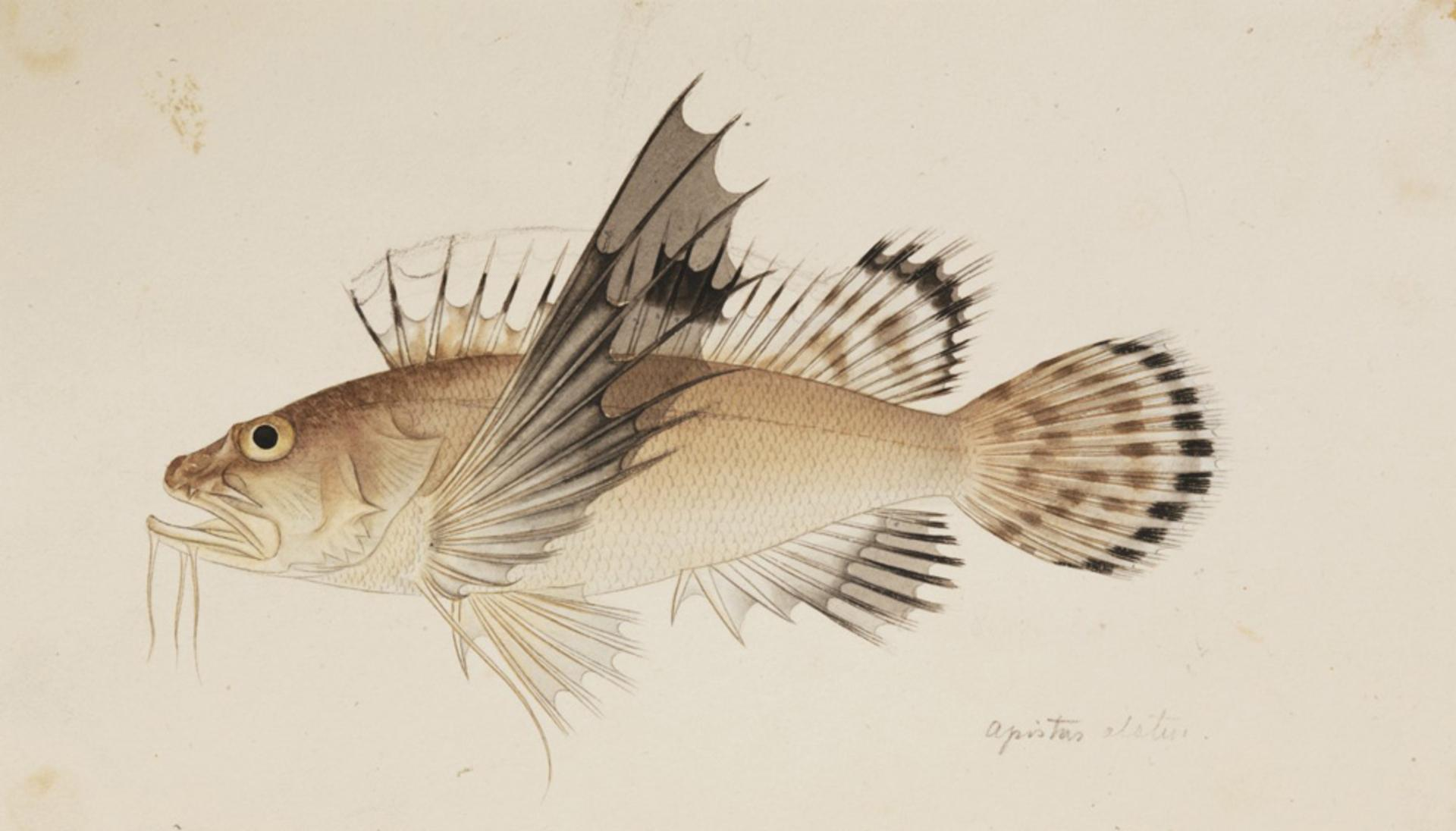
Apistus carinatus, famille des Apistidae

- Antennariidae
- Aphredoderidae
- Aphyonidae
- Apistidae
- Aploactinidae
- Aplocheilidae
- Aplodactylidae
- Apogonidae
- Apteronotidae

### Ar-Au

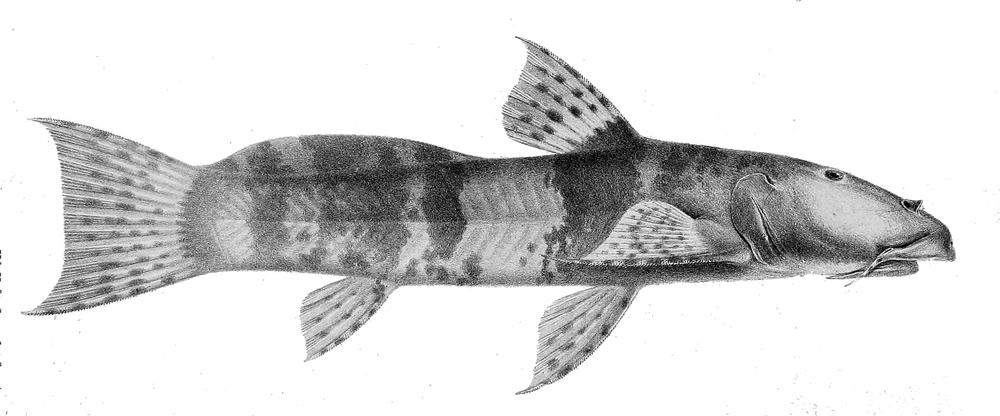
Astroblepus sabalo, famille des Astroblepidae

- Argentinidae
- Ariidae
- Ariommatidae
- Arripidae
- Artedidraconidae
- Aspredinidae
- Astroblepidae
- Ateleopodidae
- AtherinidaeAstroblepus sabalo, famille des Astroblepidae
- Atherinopsidae
- Auchenipteridae
- Aulopidae
- Aulorhynchidae
- Aulostomidae

## B

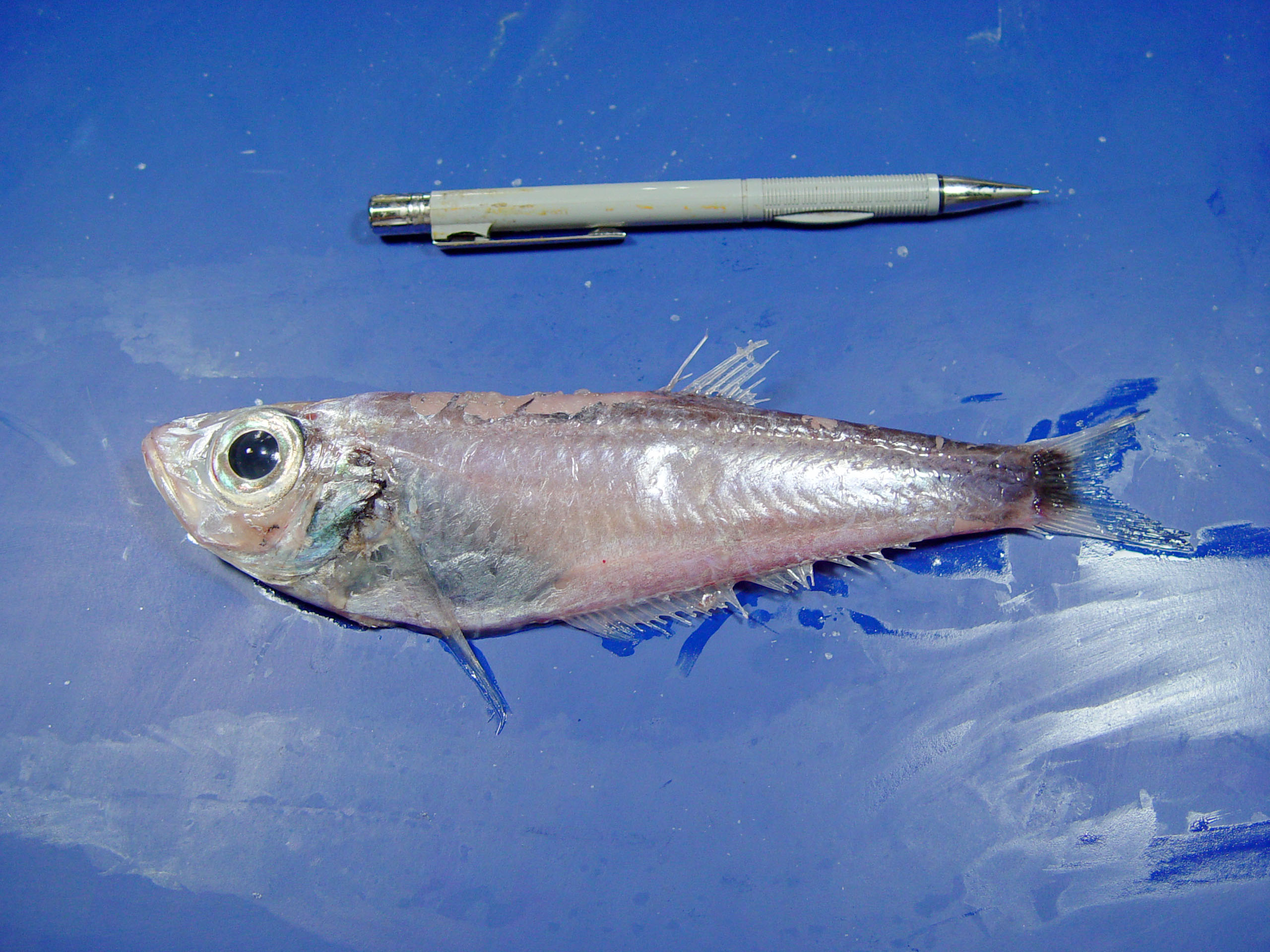
Bathyclupea argentea, famille des Bathyclupea

- Bagridae
- Balistidae
- Bathyclupea argentea, famille des BathyclupeaBalitoridae

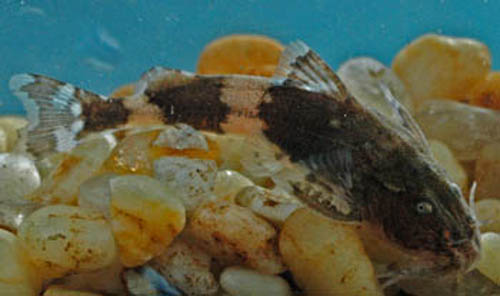
Batasio fasciolatus, famille des Bagridae

- Banjosidae
- Barbourisiidae
- Bathyclupeidae
- Bathydraconidae
- Bathylagidae
- Bathylutichthyidae
- Bathymasteridae
- Batrachoididae
- BedotiidaeBatasio fasciolatus, famille des Bagridae
- Belonidae
- Bembridae
- Berycidae
- Blenniidae
- Bothidae
- Bovichtidae
- Brachaeluridae
- Brachionichthyidae
- Bramidae
- Bregmacerotidae
- Bythitidae

## C
Ca - Ce - Ch - Ci-Cu - Cy

### Ca

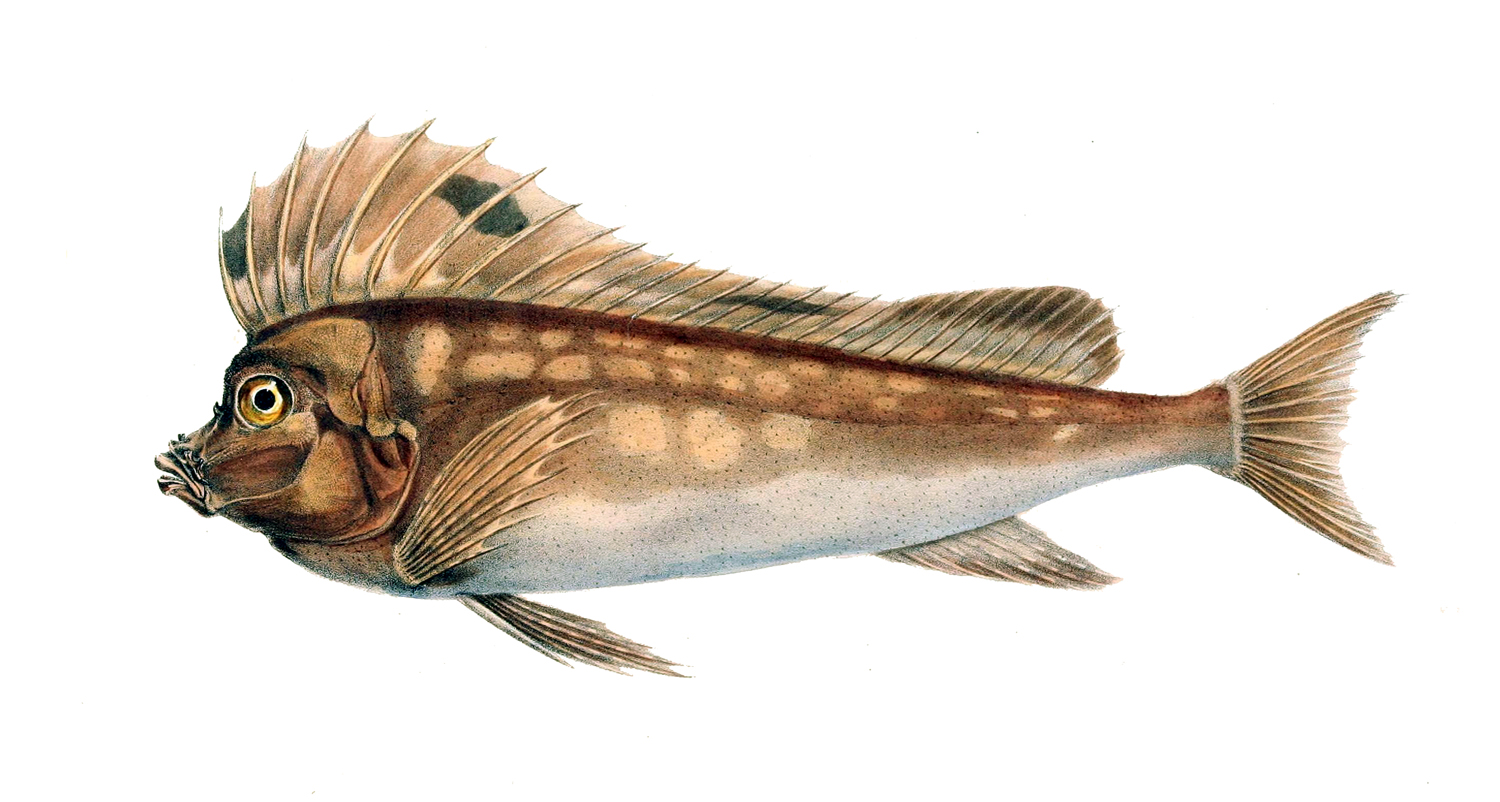
Congiopodus spinifer, famille des Congiopodidae

- Caesionidae
- CallanthiidaeCongiopodus spinifer, famille des Congiopodidae

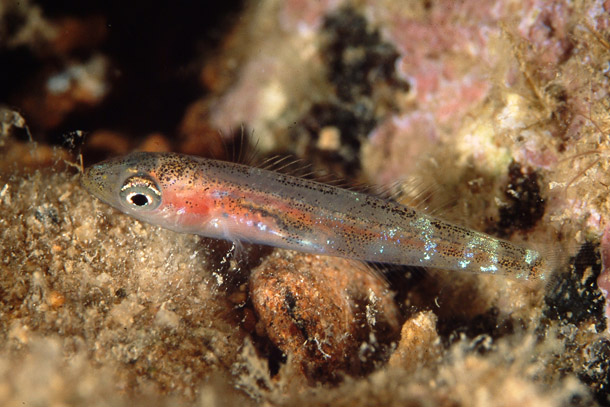
Centracanthus cirrus, famille des Centracanthidae

- Callichthyidae
- Callionymidae
- Callorhinchidae
- Caproidae
- Caracanthidae
- Carangidae
- Carapidae
- Carcharhinidae
- Caristiidae
- CatostomidaeCentracanthus cirrus, famille des Centracanthidae
- Caulophrynidae

### Ce

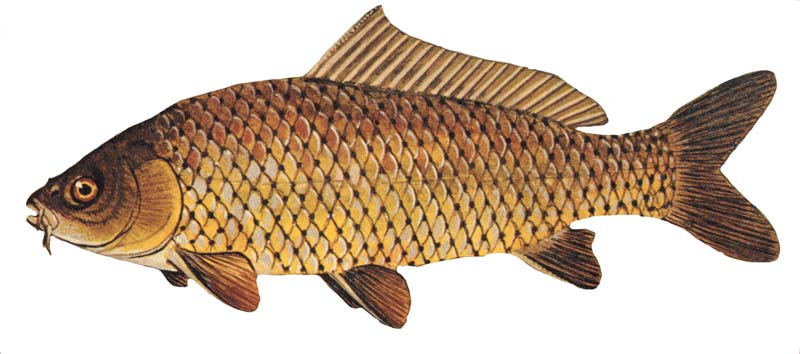
Carpe commune (Cyprinus carpio), famille des Cyprinidae

- Centracanthidae
- Centrarchidae
- Centriscidae
- Centrogeniidae
- Centrolophidae
- Centrophoridae
- Centrophrynidae
- CentropomidaeCarpe commune (Cyprinus carpio), famille des Cyprinidae
- Cepolidae
- Ceratiidae
- Ceratodontidae
- Cetomimidae
- Cetopsidae
- Cetorhinidae

### Ch

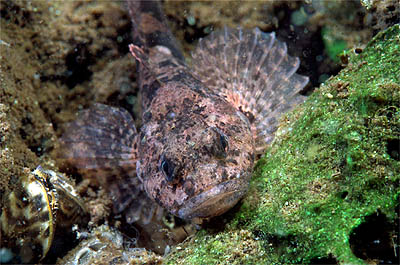
Chabot commun (Cottus gobio gobio), famille des Cottidae

- Chacidae
- ChaenopsidaeChabot commun (Cottus gobio gobio), famille des Cottidae

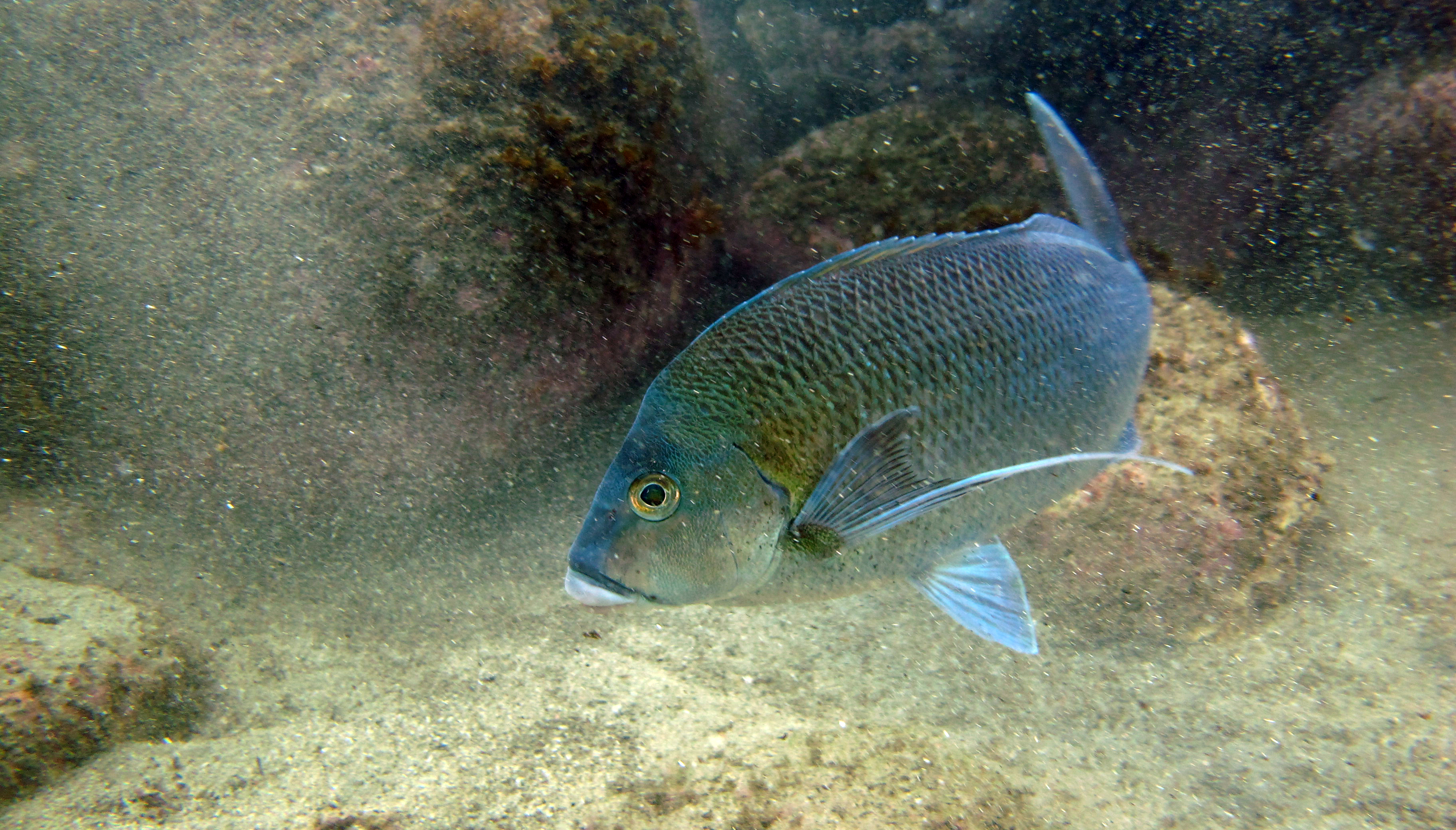
Nemadactylus douglasii, famille des Cheilodactylidae

- Chaetodontidae
- Champsodontidae
- Chanidae
- Channichthyidae
- Channidae
- Characidae
- Chaudhuriidae
- Chaunacidae
- Cheilodactylidae
- ChiasmodontidaeNemadactylus douglasii, famille des Cheilodactylidae

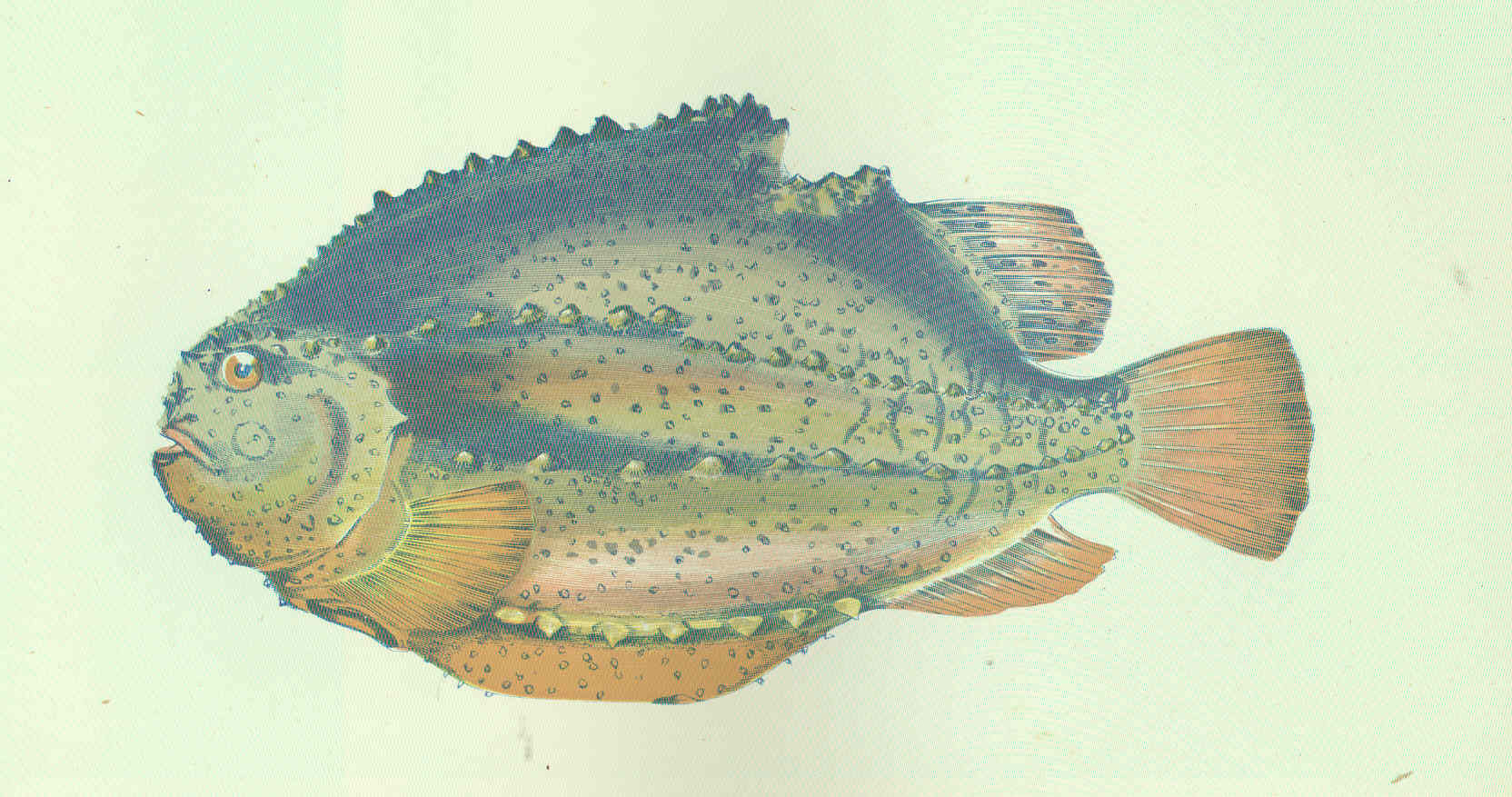
Lompe (Cyclopterus lumpus), famille des Cyclopteridae

- Chilodontidae
- Chimaeridae
- Chirocentridae
- Chironemidae
- Chlamydoselachidae
- Chlopsidae
- Chlorophthalmidae

### Ci-Cu

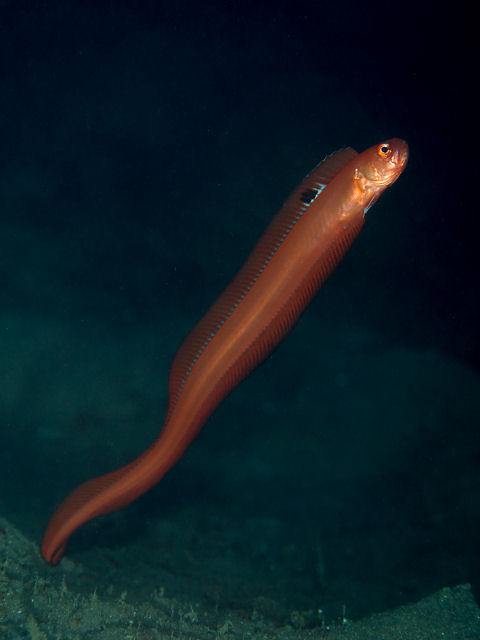
Acanthocepola limbata, famille des Cepolidae

- Cichlidae
- Cirrhitidae
- Citharidae
- Citharinidae
- Clariidae
- Clinidae
- Clupeidae
- Cobitidae
- Acanthocepola limbata, famille des CepolidaeCoiidae
- Colocongridae
- Comephoridae
- Congiopodidae
- Congridae
- Coryphaenidae
- Cottidae
- Cottocomephoridae
- Cranoglanididae
- Creediidae
- Crenuchidae
- Cryptacanthodidae
- Ctenoluciidae
- Curimatidae

### Cy

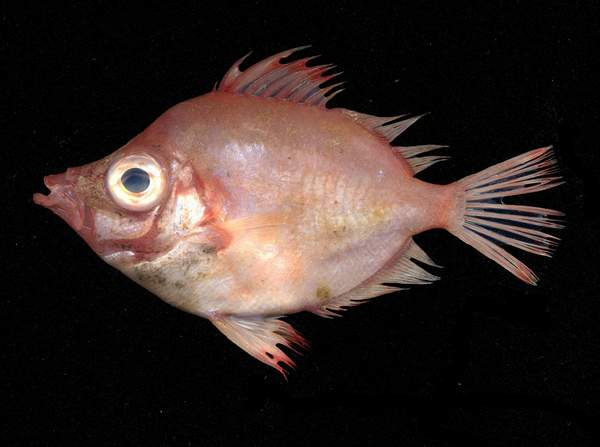
Capros aper, famille des Caproidae

- Cyclopteridae
- Cyematidae
- Cynodontidae
- Cynoglossidae
- Cyprinidae
- Cyprinodontidae

## D

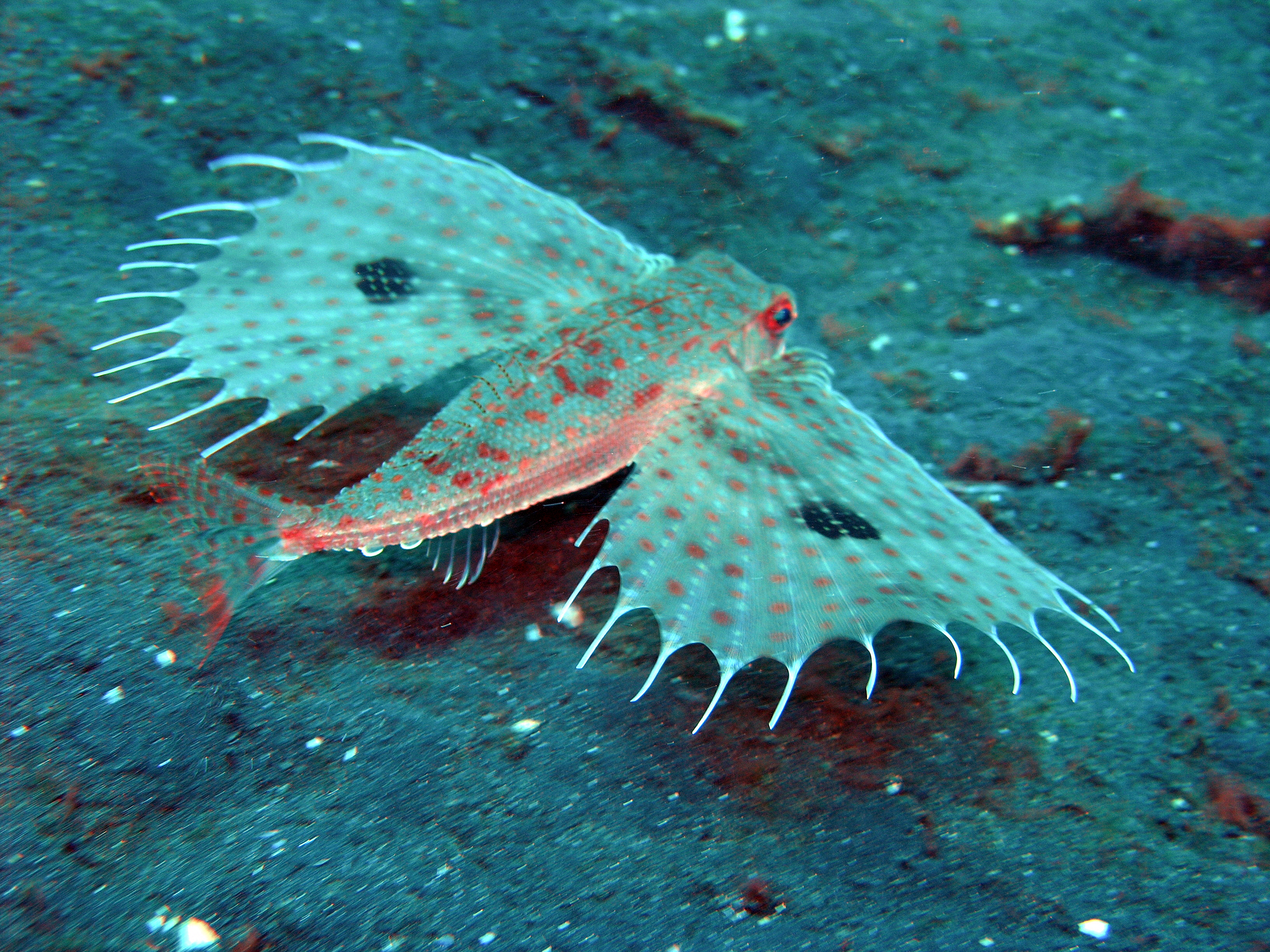
Dactyloptena orientalis, famille des Dactylopteridae

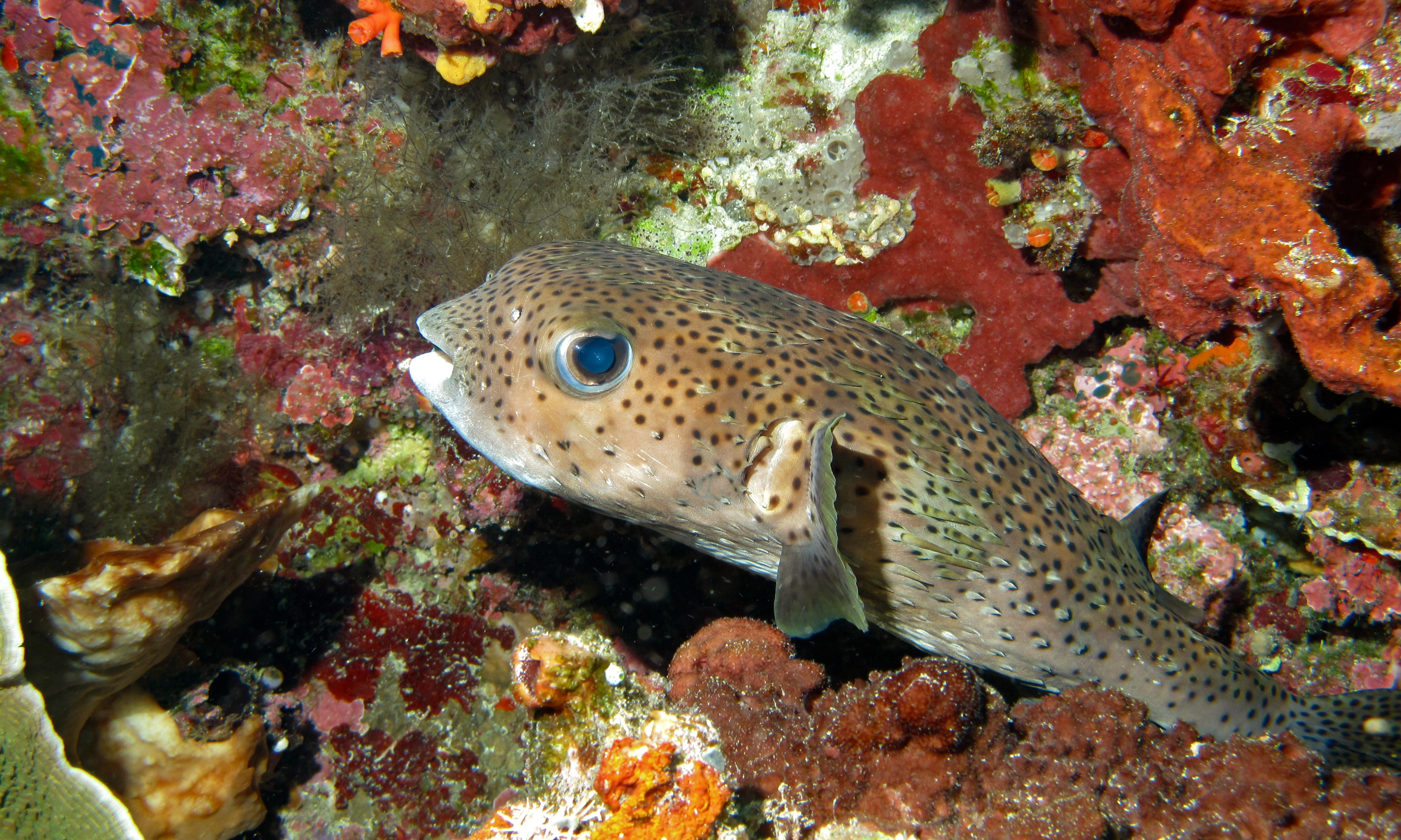
Poisson porc-épic (Diodon hystrix), famille des Diodontidae

- Dactylopteridae
- Dactyloscopidae
- Dalatiidae
- Dasyatidae
- Dentatherinidae
- Denticipitidae
- Derichthyidae
- Diceratiidae
- DichistiidaePoisson porc-épic (Diodon hystrix), famille des Diodontidae
- Dinolestidae
- Dinopercidae
- Diodontidae
- Diplomystidae
- Diretmidae
- Doradidae
- Draconettidae
- Drepaneidae

## E

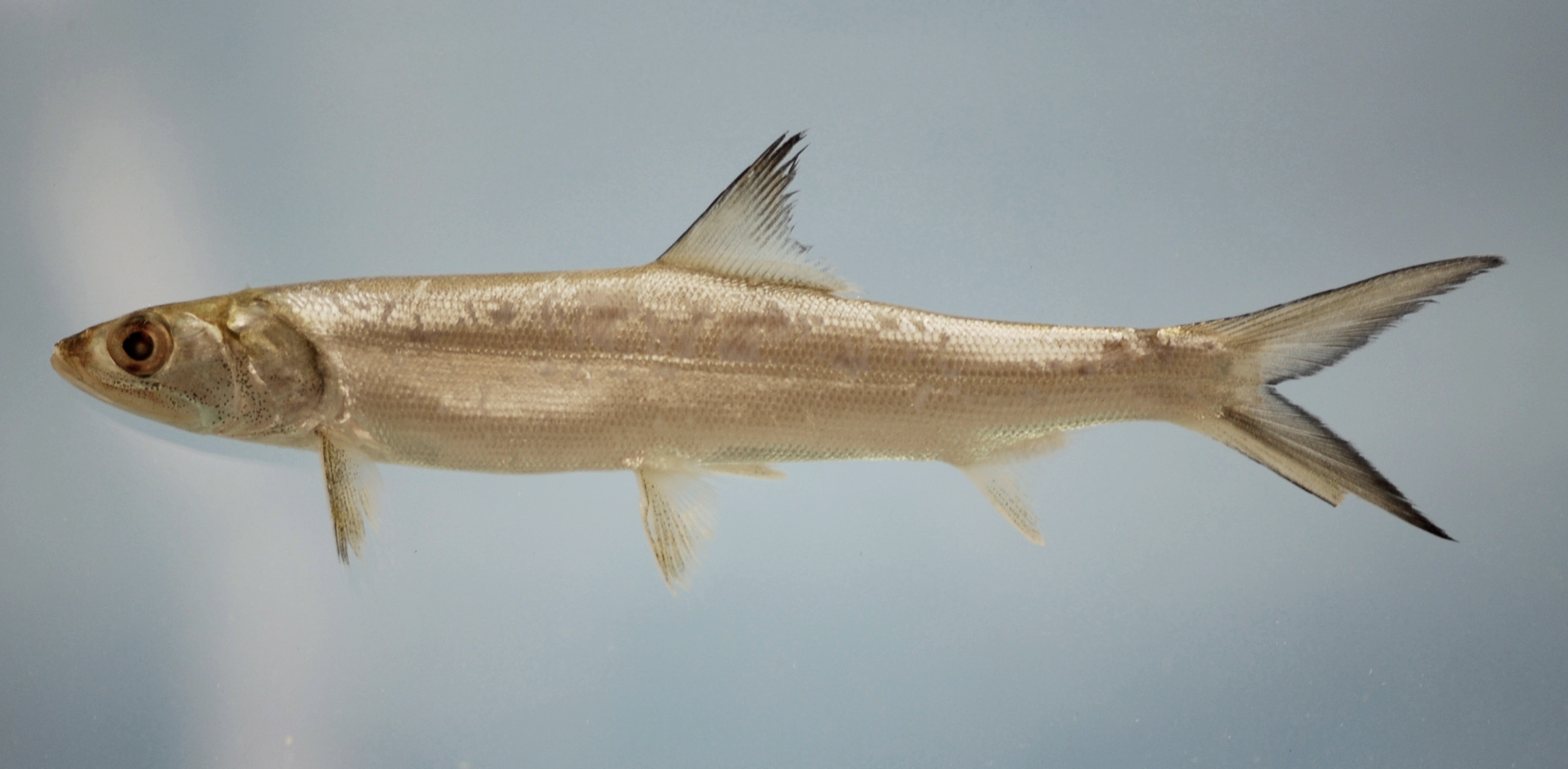
Elops saurus, famille des Elopidae

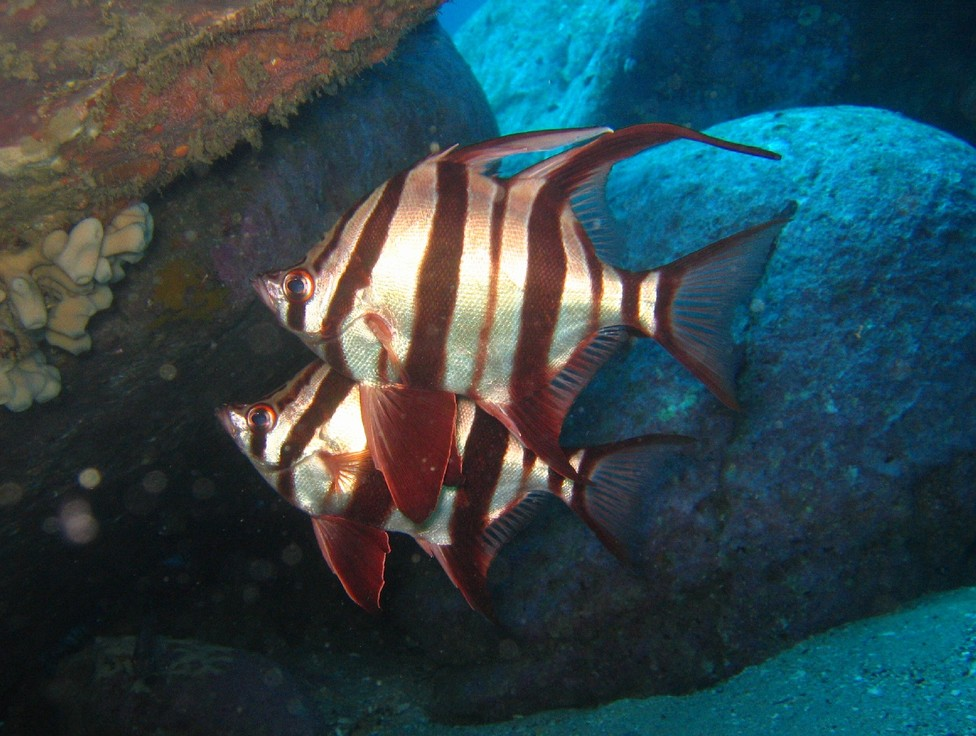
Enoplus armatus, seul poisson de la famille des Enoplosidae

- Echeneidae
- Echinorhinidae
- Elassomatidae
- Electrophoridae
- Eleginopidae
- Eleotridae
- ElopidaeEnoplus armatus, seul poisson de la famille des Enoplosidae

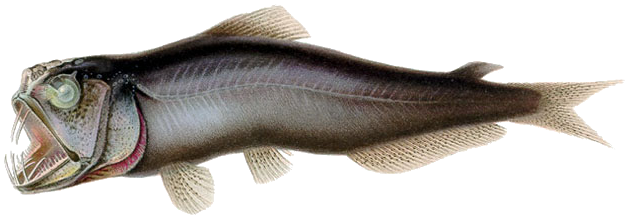
Coccorella atrata, famille des Evermannellidae

- Embiotocidae
- Emmelichthyidae
- Engraulidae
- Enoplosidae
- Ephippidae
- Epigonidae
- ErethistidaeCoccorella atrata, famille des Evermannellidae
- Ereuniidae
- Erythrinidae
- Esocidae
- Euclichthyidae
- Eurypharyngidae
- Evermannellidae
- Exocoetidae

## F
- Fistulariidae
- Fundulidae

## G
Ga-Gr - Gy

### Ga-Gr

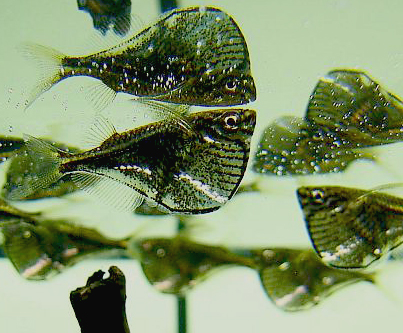
Carnegiella marthae, famille des Gasteropeleciadae

- GadidaeCarnegiella marthae, famille des Gasteropeleciadae

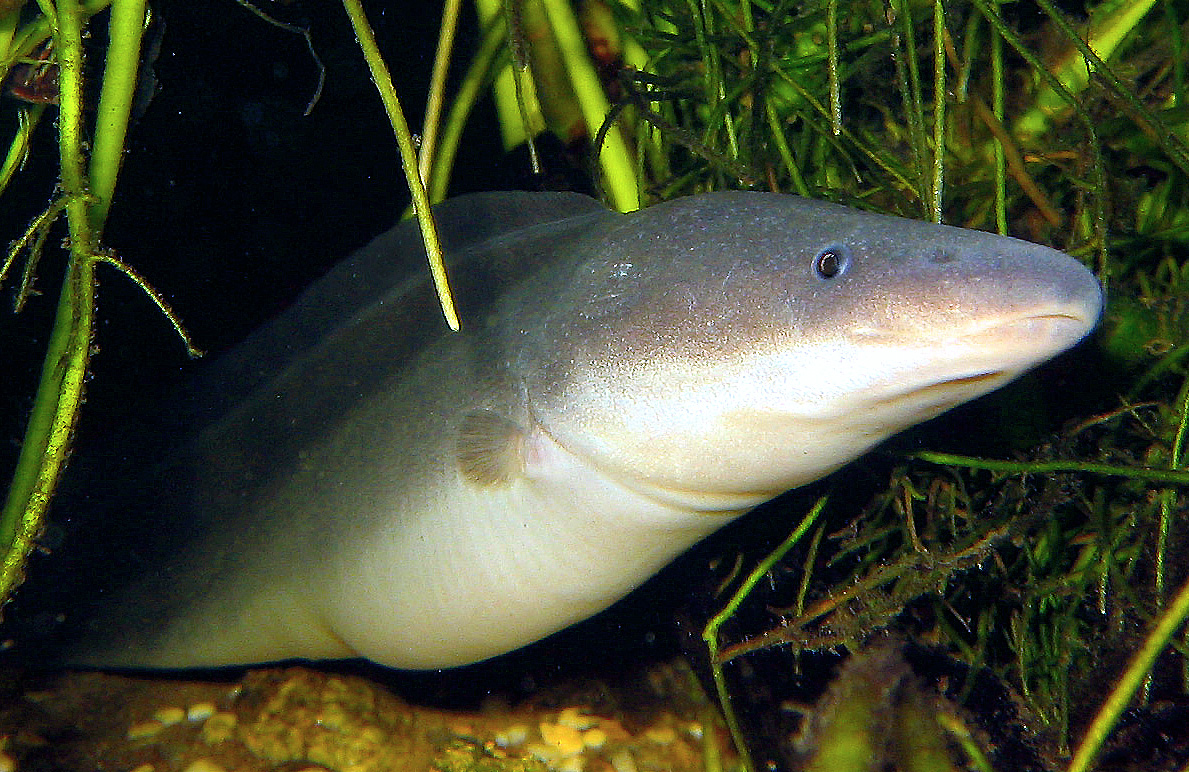
Gymnarque du Nil (Gymnarchus niloticus), seul poisson de la famille des Gymnarchidae

- Galaxiidae
- Gasteropelecidae
- Gasterosteidae
- Gempylidae
- Geotriidae
- Gerreidae
- Gibberichthyidae
- Gigantactinidae
- Giganturidae
- Ginglymostomatidae
- Glaucosomatidae
- Gnathanacanthidae
- GobiesocidaeGymnarque du Nil (Gymnarchus niloticus), seul poisson de la famille des Gymnarchidae
- Gobiidae
- Gonorynchidae
- Gonostomatidae
- Goodeidae
- Grammatidae
- Grammicolepididae

### Gy
- Gymnarchidae
- Gymnotidae
- Gymnuridae
- Gyrinocheilidae

## H
Ha-Ho - Hy

### Ha-Ho

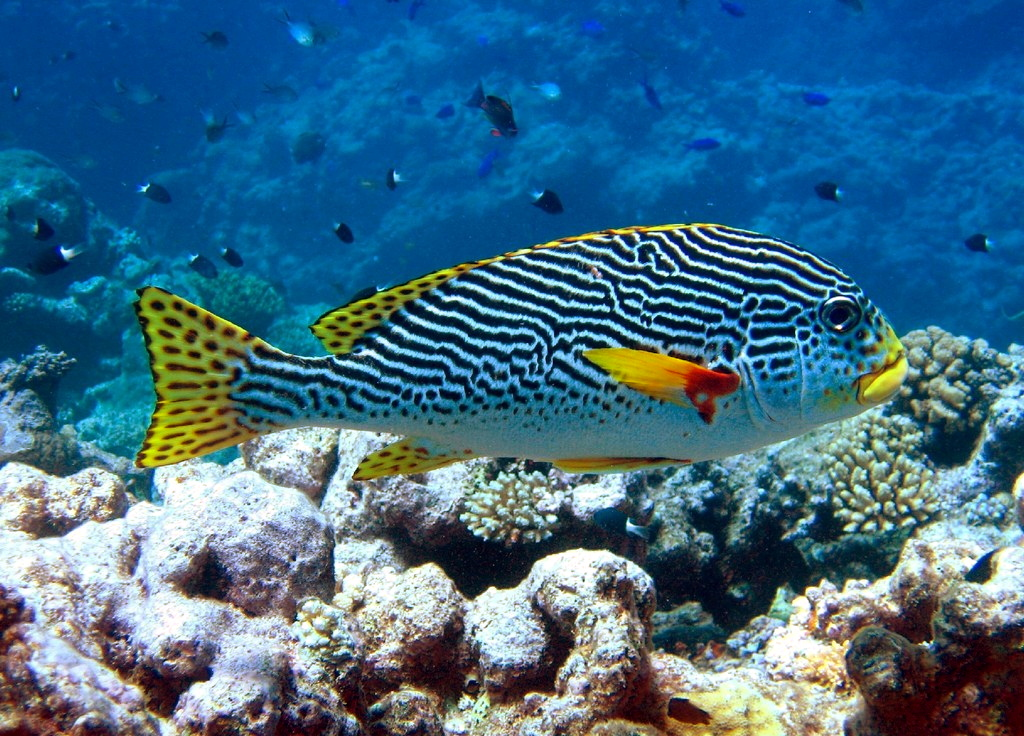
Gaterin à bandes jaunes (Plectorhinchus lineatus), famille des Haemulidae

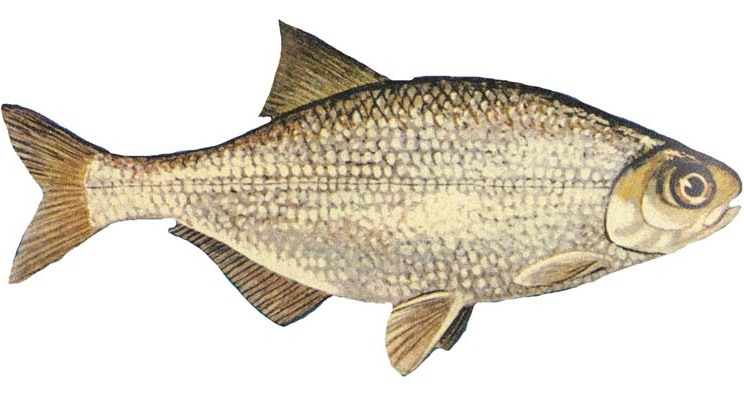
Hiodon tergisus, famille des Hiodontidae

- Haemulidae
- Halosauridae
- Harpagiferidae
- Helogeneidae
- Helostomatidae
- Hemigaleidae
- Hemiodontidae
- Hemiramphidae
- Hemiscylliidae
- HemitripteridaeHiodon tergisus, famille des Hiodontidae

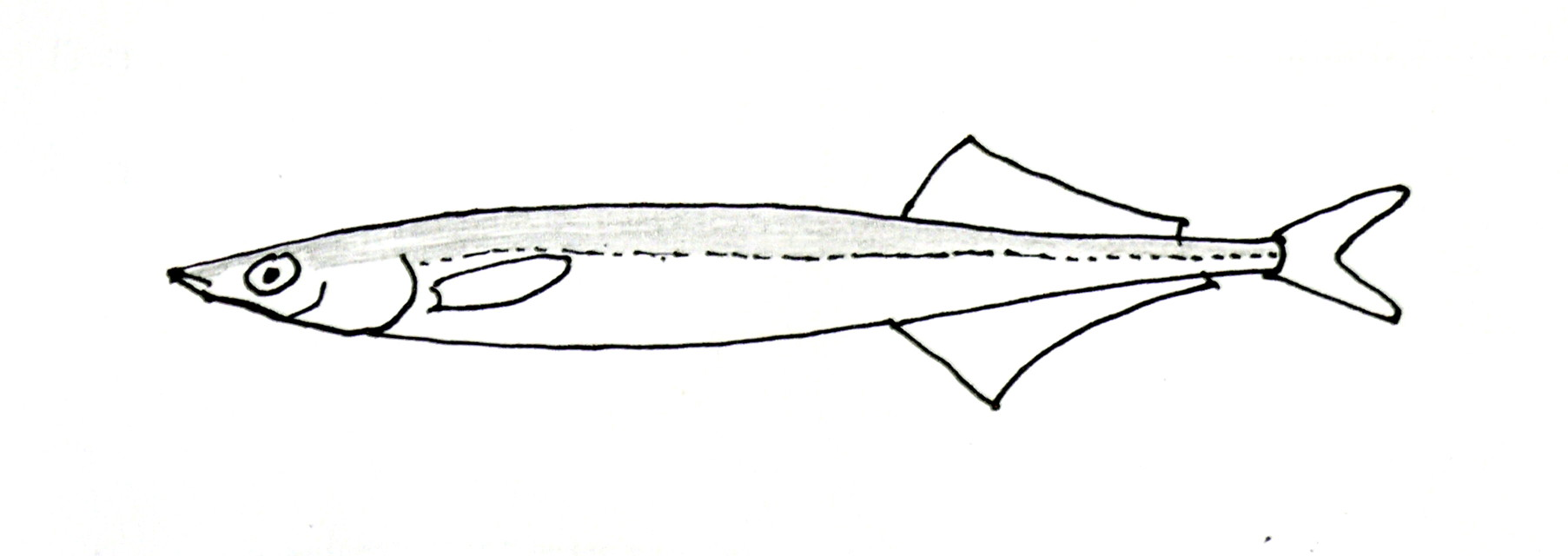
Hypoptychus dybowskii, famille des Hypoptychidae

- Hepsetidae
- Heptapteridae
- Heterenchelyidae
- Heterodontidae
- Heteropneustidae
- Hexagrammidae
- Hexanchidae
- Hexatrygonidae
- HimantolophidaeHypoptychus dybowskii, famille des Hypoptychidae
- Hiodontidae
- Hispidoberycidae
- Holocentridae
- Hoplichthyidae

### Hy
- Hypopomidae
- Hypoptychidae

## I

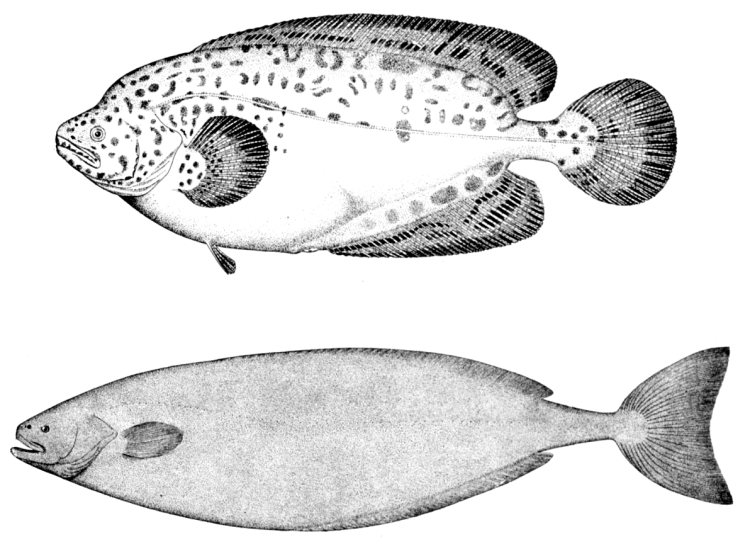
Icosteus aenigmaticus, seul poisson de la famille des Icosteidae. Junévile en haut et adulte en bas.

- Icosteidae
- Ictaluridae
- Indostomidae
- Inermiidae
- Ipnopidae
- Istiophoridae

## K

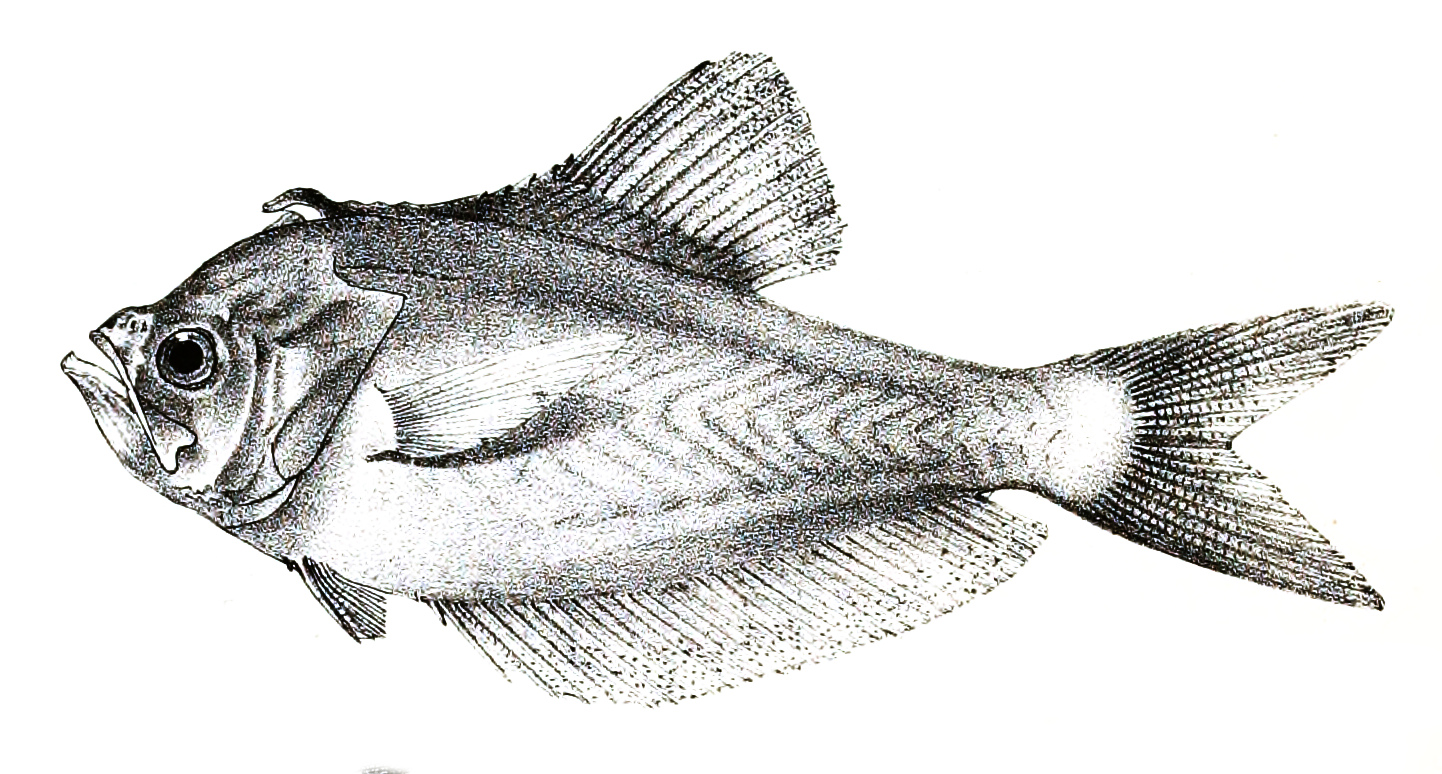
Kurtus indicus, famille des Kurtidae

- KneriidaeKurtus indicus, famille des Kurtidae
- Kraemeriidae
- Kuhliidae
- Kurtidae
- Kyphosidae

## L
La-Li - Lo-Lu

### La-Li

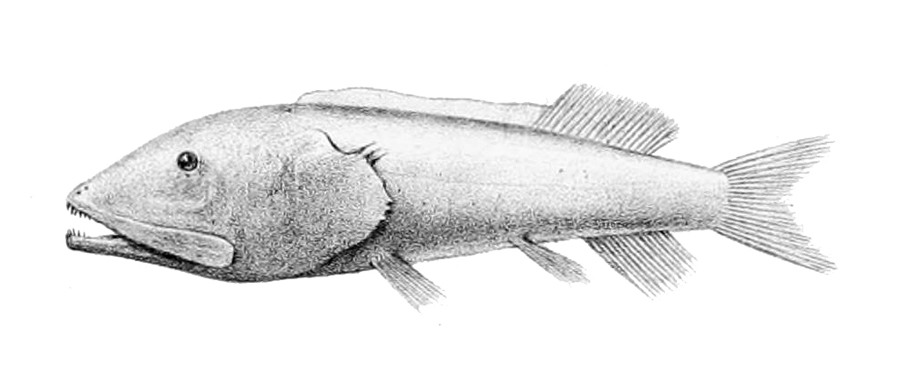
Leptochilichthys pinguis, famille des Leptochilichthys

- Labridae
- Leptochilichthys pinguis, famille des LeptochilichthysLabrisomidae
- Lactariidae
- Lamnidae
- LampridaeGrand requin blanc (Carcharodon carcharias), famille des Lamnidae

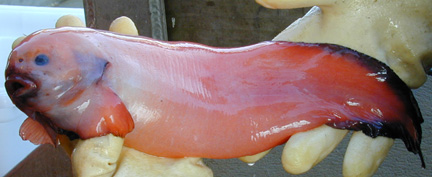
Elassodiscus tremebundus, famille des Liparidae

- Latimeriidae
- Latridae
- Lebiasinidae
- Leiognathidae
- Lepidogalaxiidae
- Lepidosirenidae
- Lepisosteidae
- Leptobramidae

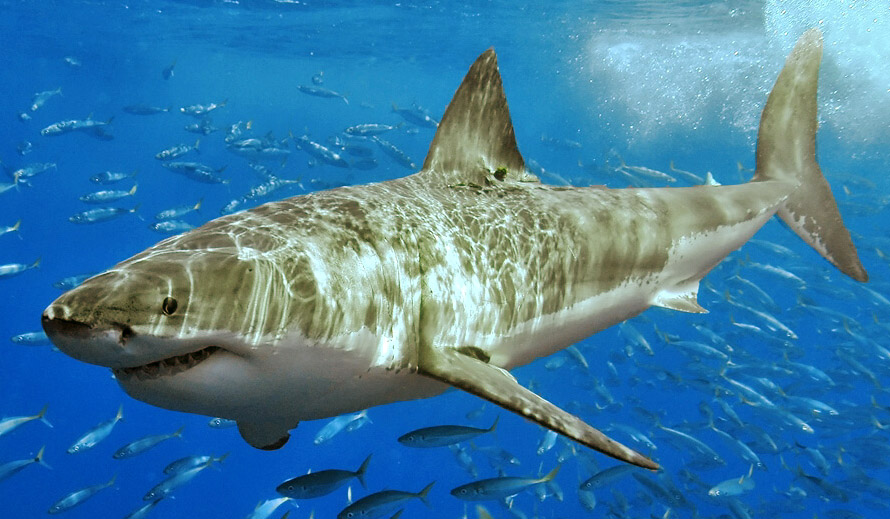
Grand requin blanc (Carcharodon carcharias), famille des Lamnidae

- LeptochariidaeElassodiscus tremebundus, famille des Liparidae
- Leptochilichthyidae
- Leptoscopidae
- Lethrinidae
- Linophrynidae
- Liparidae

### Lo-Lu

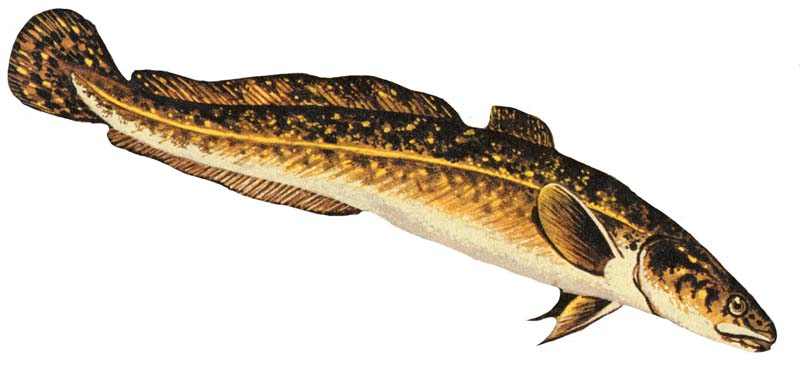
Lotte (Lota lota), famille des Lotidae

- Lobotidae
- Lophichthyidae
- LophiidaeLotte (Lota lota), famille des Lotidae
- Lophotidae
- Loricariidae
- Lotidae
- Luciocephalidae
- Lutjanidae
- Luvaridae

## M
Ma-Mi - Mo-My

### Ma-Mi

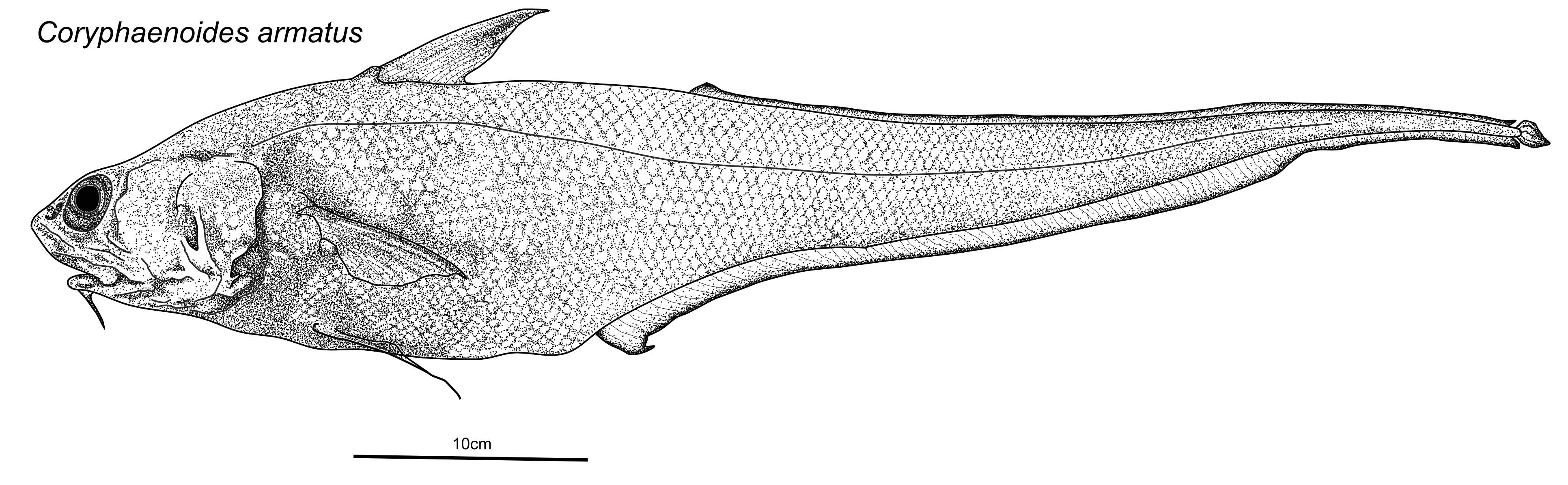
Grenadier abyssal (Coryphaenoides armatus), famille des Macrouridae

- Macrouridae
- MalacanthidaeGrenadier abyssal (Coryphaenoides armatus), famille des Macrouridae

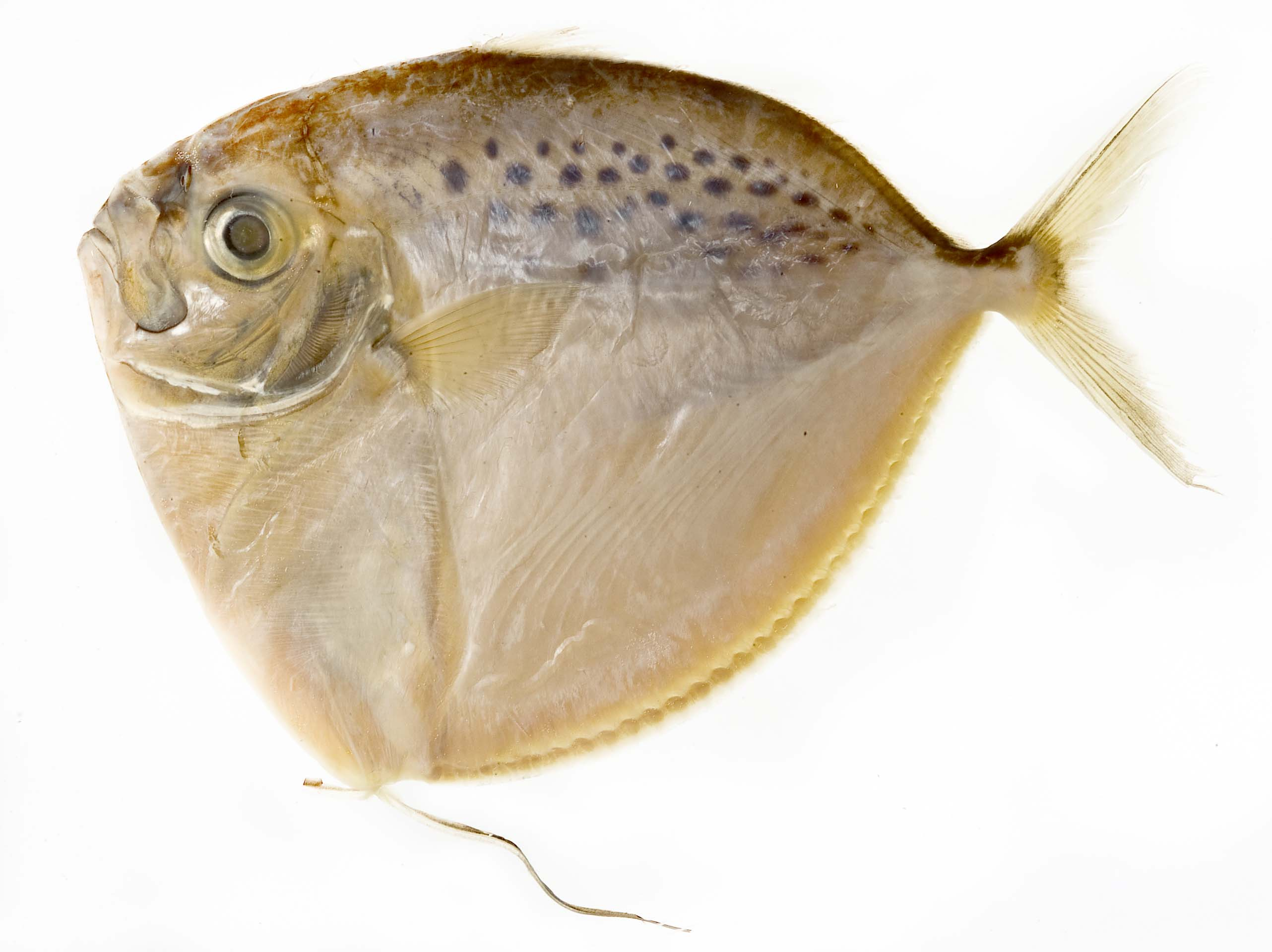
Mene maculata, famille des Mene

- Malapteruridae
- Mastacembelidae
- Megachasmidae
- Megalomycteridae
- Megalopidae
- Mene maculata, famille des MeneMelamphaidae
- Melanocetidae
- Melanonidae
- Melanotaeniidae
- Menidae
- Merlucciidae
- Microdesmidae
- Microstomatidae
- Mirapinnidae
- Mitsukurinidae

### Mo-My

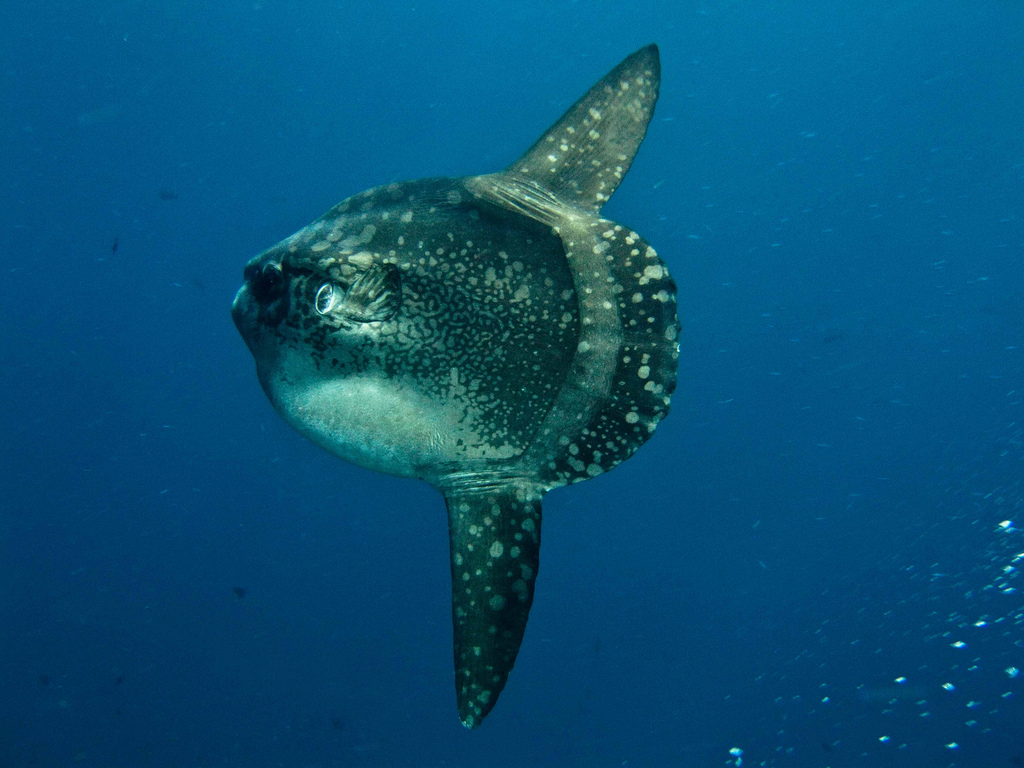
Môle (Mola mola), famille des Molidae

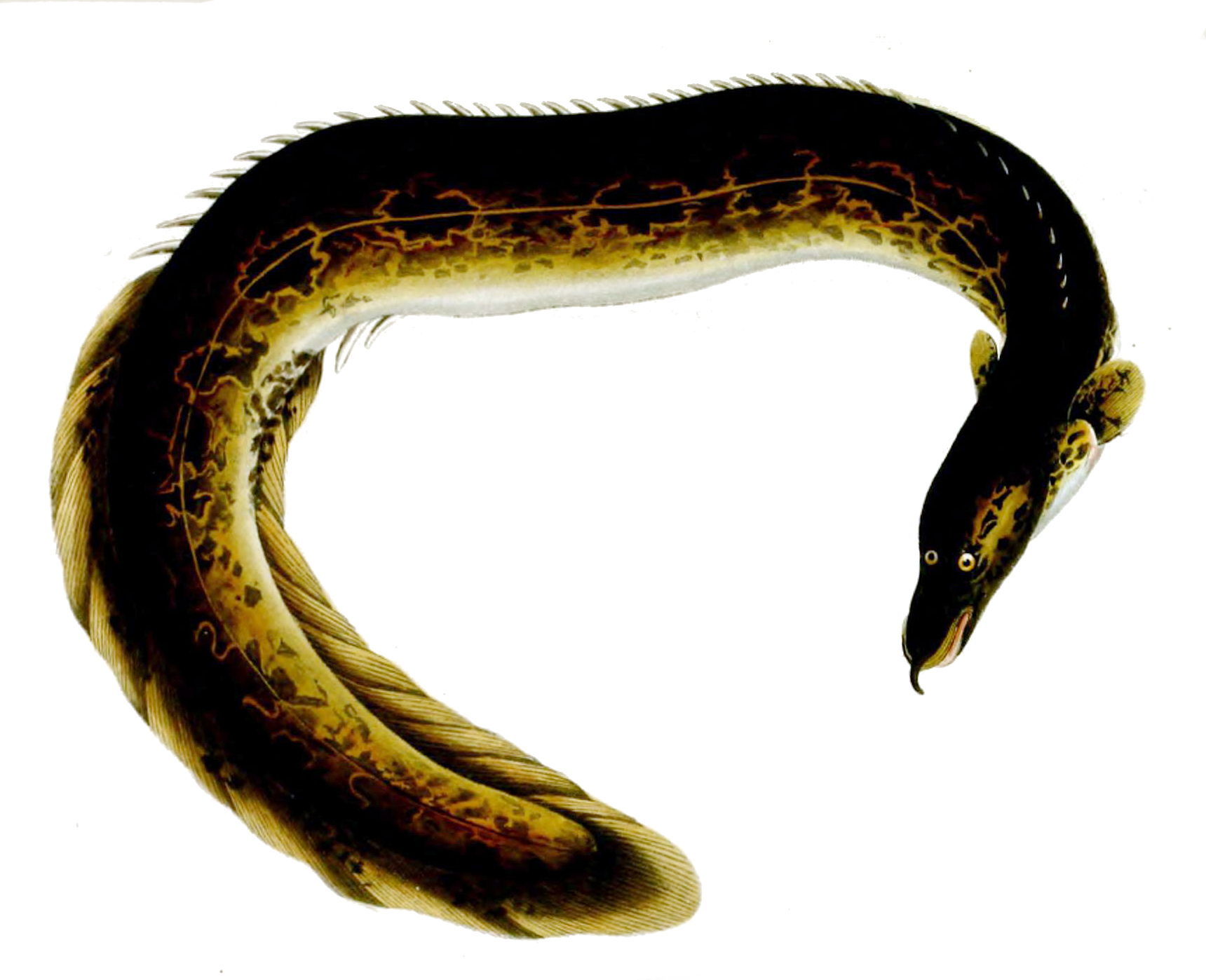
Mastacembelus armatus, famille des Mastacembelidae

- Mochokidae
- Molidae
- Monacanthidae
- Monocentridae
- Monodactylidae
- Monognathidae
- Moridae
- Moringuidae
- Mormyridae
- MoronidaeMastacembelus armatus, famille des Mastacembelidae
- Mugilidae
- Mullidae
- Muraenesocidae
- Muraenidae
- Muraenolepididae
- Myctophidae
- Myliobatidae
- Myrocongridae
- Myxinidae

## N

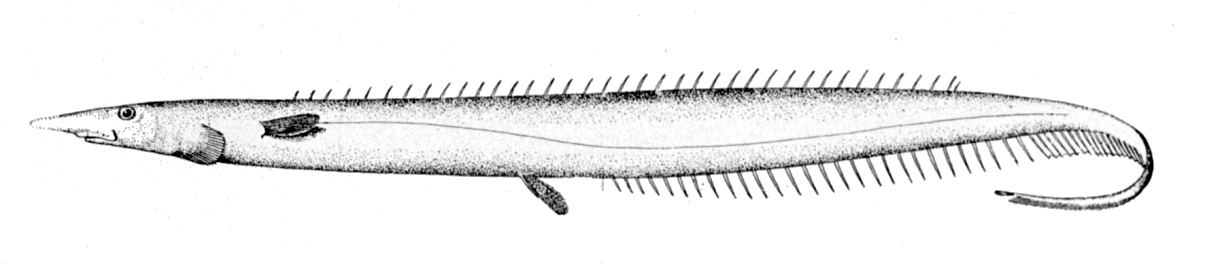
Polyacanthonotus rissoanus, famille des Notacanthidae

- NandidaePolyacanthonotus rissoanus, famille des Notacanthidae

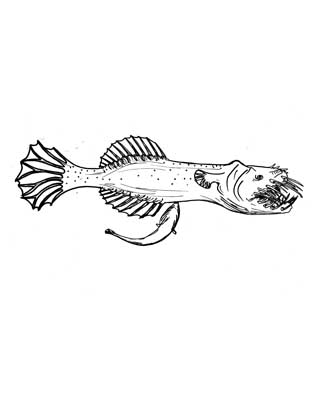
Neoceratias spinifer, seul poisson de la famille des Neoceratiidae

- Narcinidae
- Nematistiidae
- Nematogenyidae
- NemichthyidaeNeoceratias spinifer, seul poisson de la famille des Neoceratiidae
- Nemipteridae
- Neoceratiidae
- Neoscopelidae
- Neosebastidae
- Nettastomatidae
- Nomeidae
- Normanichthyidae
- Notacanthidae
- Notocheiridae
- Notograptidae
- Notopteridae
- Notosudidae
- Nototheniidae

## O

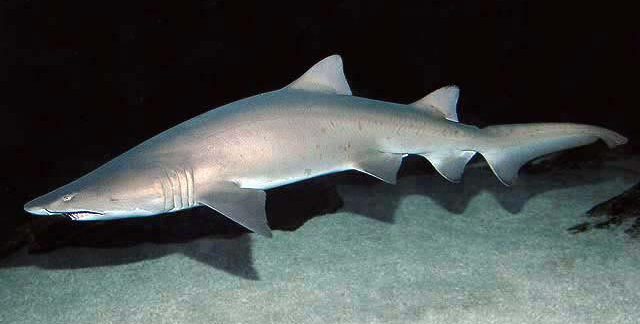
Requin-taureau (Carcharias taurus), famille des Odontaspididae

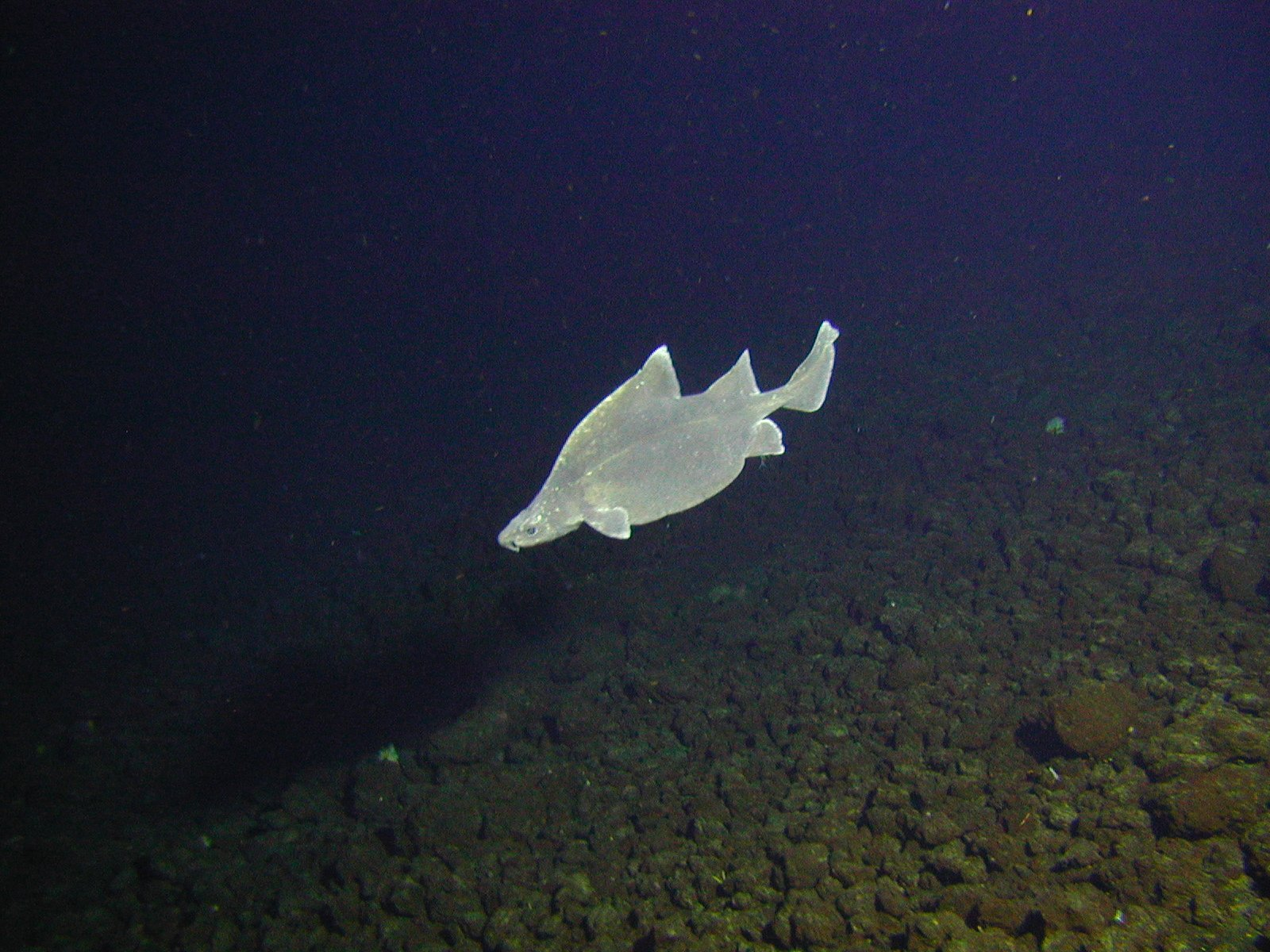
Centrine aiguille (Oxynotus bruniensis), famille des Oxynotidae

- Odacidae
- Odontaspididae
- Odontobutidae
- Ogcocephalidae
- Olyridae
- Omosudidae
- Oneirodidae
- OphichthidaeCentrine aiguille (Oxynotus bruniensis), famille des Oxynotidae
- Ophidiidae
- Opisthoproctidae
- Opistognathidae
- Oplegnathidae
- Orectolobidae
- Oreosomatidae
- Osmeridae
- Osphronemidae
- Osteoglossidae
- Ostraciidae
- Ostracoberycidae
- Oxynotidae

## P
Pa-Pe - Ph-Pl - Po-Pr - Ps-Pt

### Pa-Pe

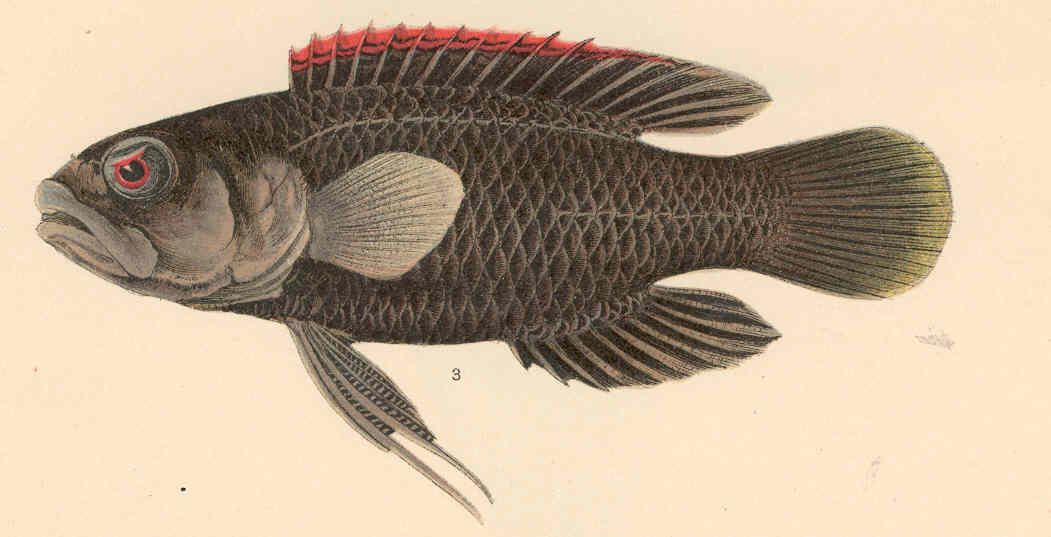
Plesiops coeruleolineatus, famille des Plesiopidae

- Pangasiidae
- Pantodontidae
- Parabembridae
- Parabrotulidae
- ParakysidaePlesiops coeruleolineatus, famille des Plesiopidae

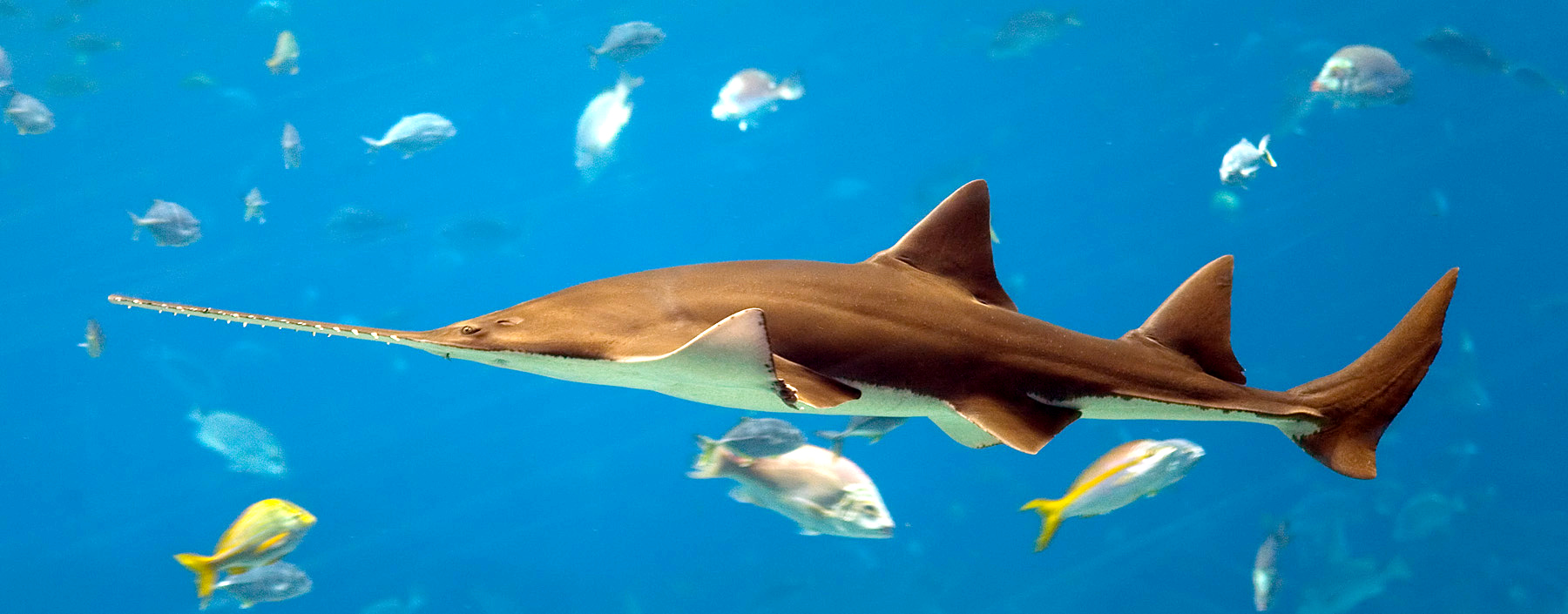
Poisson-scie trident (Pristis pectinata), famille des Pristidae

- Paralepididae
- Paralichthyidae
- Parascorpididae
- Parascylliidae
- ParaulopidaePoisson-scie trident (Pristis pectinata), famille des Pristidae

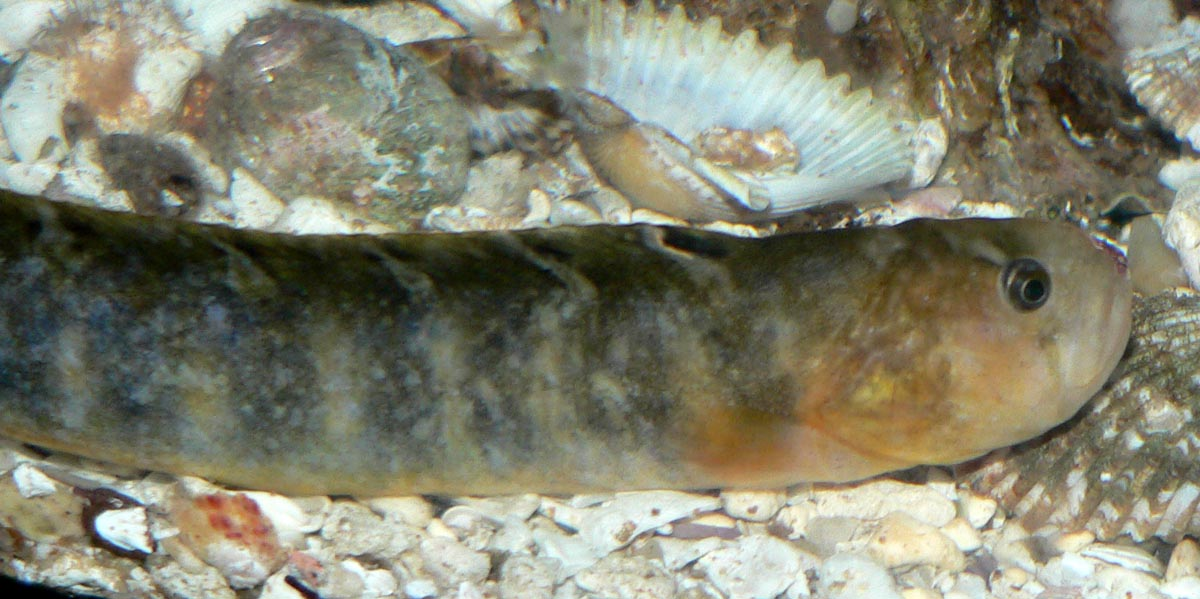
Pholis laeta, famille des Pholidae

- Parazenidae
- Parodontidae
- Pataecidae
- Pegasidae
- Pempheridae
- Pentacerotidae
- PentanchidaePholis laeta, famille des Pholidae

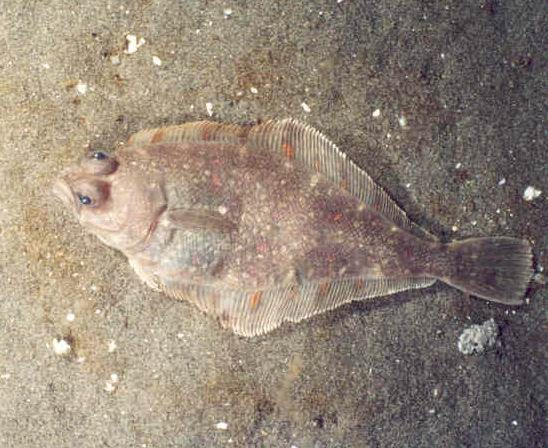
Citharichthys sordidus, famille des Paralichthydae

- Percichthyidae
- Percidae
- Perciliidae
- Percophidae
- Percopsidae
- Peristediidae
- PetromyzontidaeCitharichthys sordidus, famille des Paralichthydae

### Ph-Pl

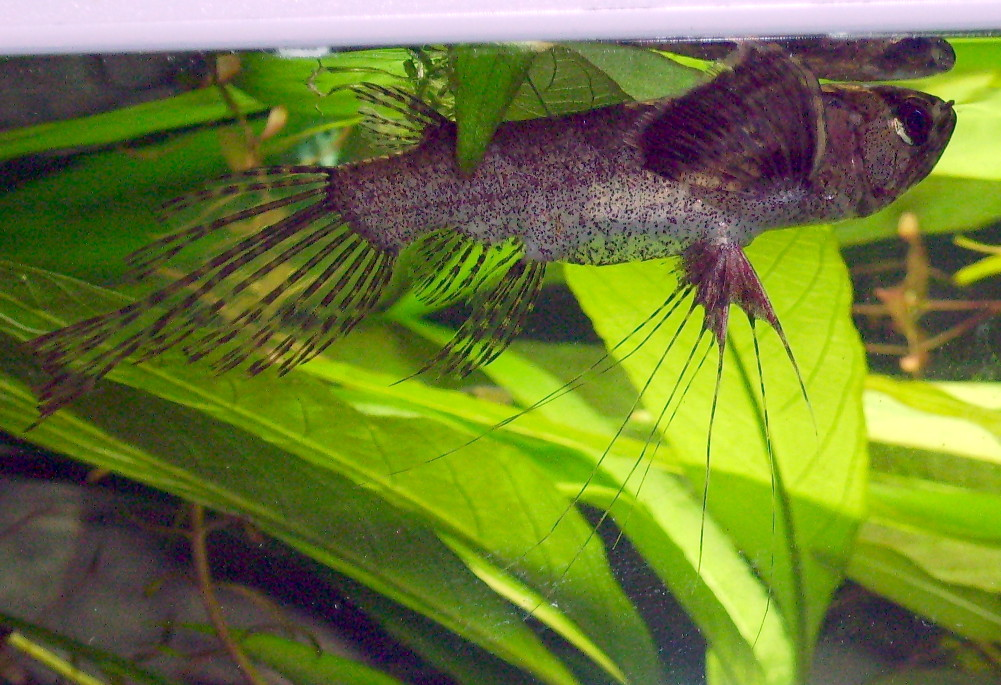
Poisson papillon d'eau douce (Pantodon bucholzi), seul poisson de la famille des Pantodontidae

- Phallostethidae
- Pholidae
- Pholidichthyidae
- Phosichthyidae
- Phractolaemidae
- Phycidae
- PimelodidaePoisson papillon d'eau douce (Pantodon bucholzi), seul poisson de la famille des Pantodontidae

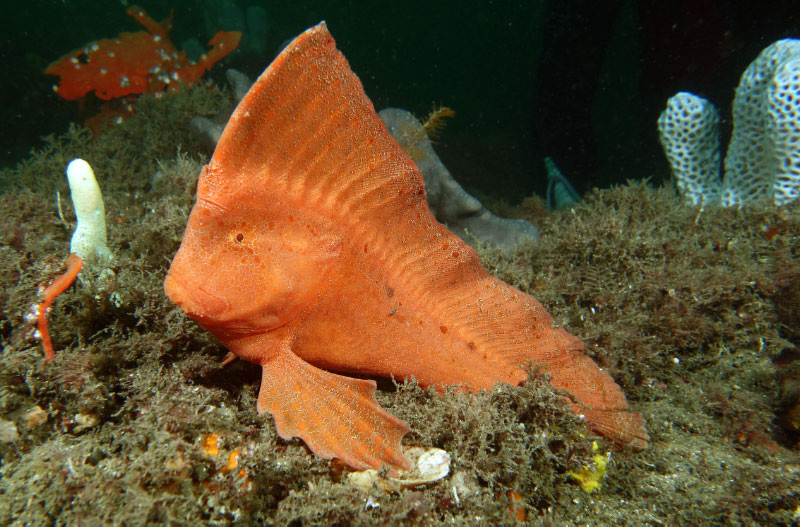
Pataecus fronto, famille des Pataecidae

- Pinguipedidae
- Platycephalidae
- Platytroctidae
- Plecoglossidae
- Plectrogenidae
- Plesiobatidae
- Plesiopidae
- Pleuronectidae
- PlotosidaePataecus fronto, famille des Pataecidae

### Po-Pr

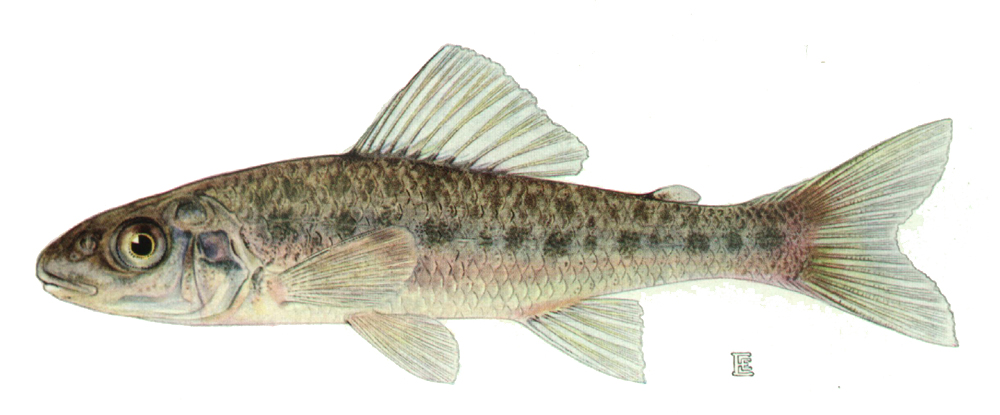
Percopsis omiscomaycus, famille des Percopsidae

- Poeciliidae
- Polycentridae
- Polymixiidae
- Polynemidae
- Polyodontidae
- Polyprionidae
- Polypteridae
- PomacanthidaePercopsis omiscomaycus, famille des Percopsidae

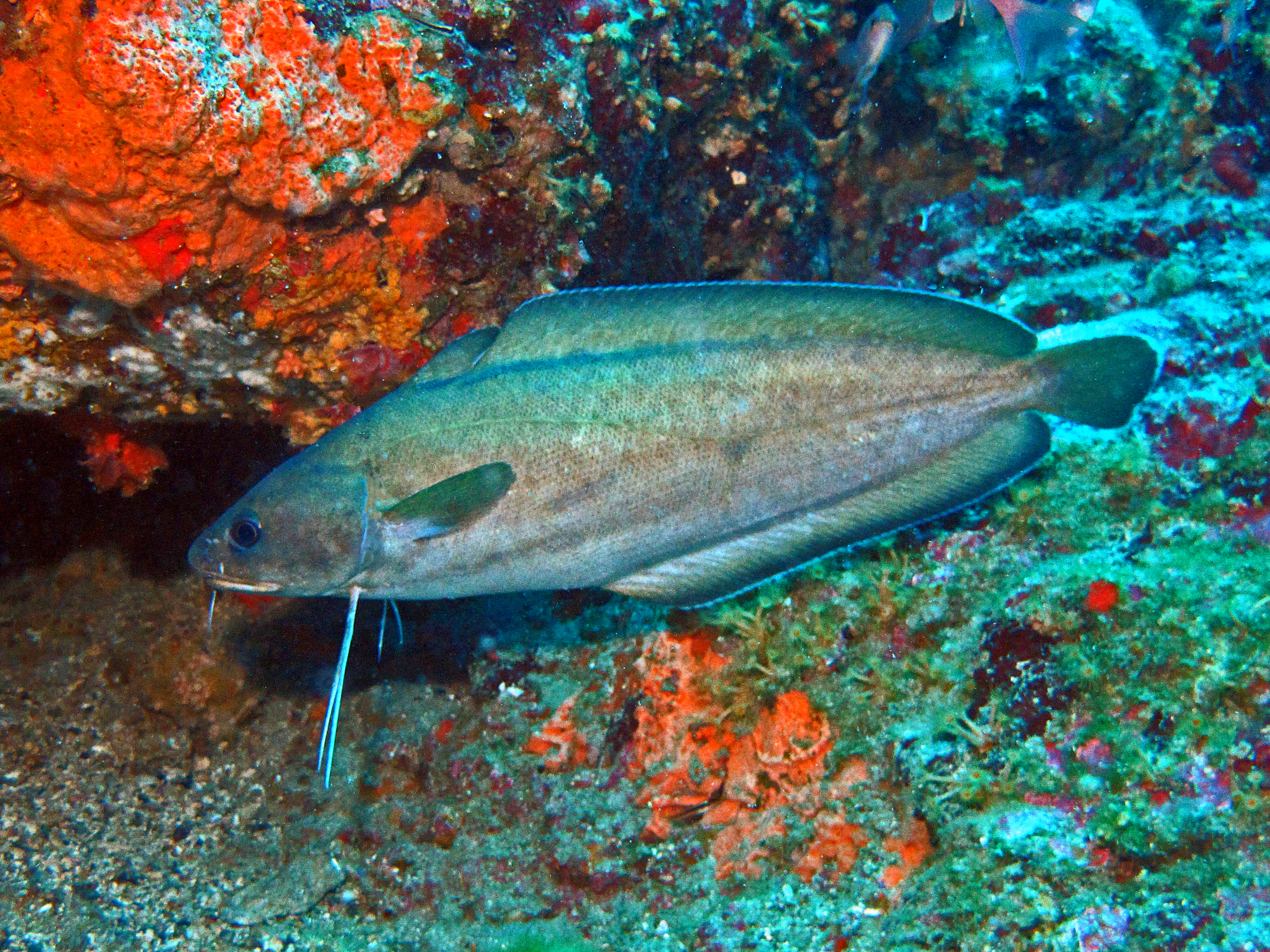
Mostelle (Phycis phycis), famille des Phycidae

- Pomacentridae
- Pomatomidae
- Potamotrygonidae
- Priacanthidae
- Pristidae
- PristiophoridaeMostelle (Phycis phycis), famille des Phycidae
- Prochilodontidae
- Profundulidae
- Proscylliidae
- Protopteridae

### Ps-Pt

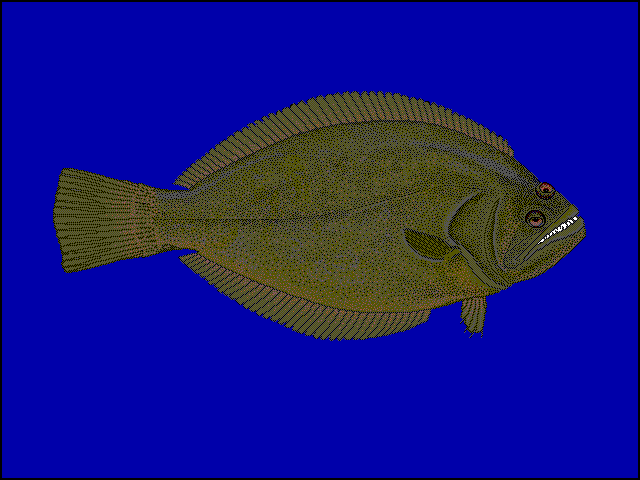
Turbo épineux indien (Psettodes erumei), famille des Psettodes

- Psettodidae
- Pseudaphritidae
- PseudocarchariidaeTurbo épineux indien (Psettodes erumei), famille des Psettodes
- Pseudochromidae
- Pseudomugilidae
- Pseudopimelodidae
- Pseudotriakidae
- Pseudotrichonotidae
- Psilorhynchidae
- Psychrolutidae
- Ptereleotridae
- Ptilichthyidae

## R

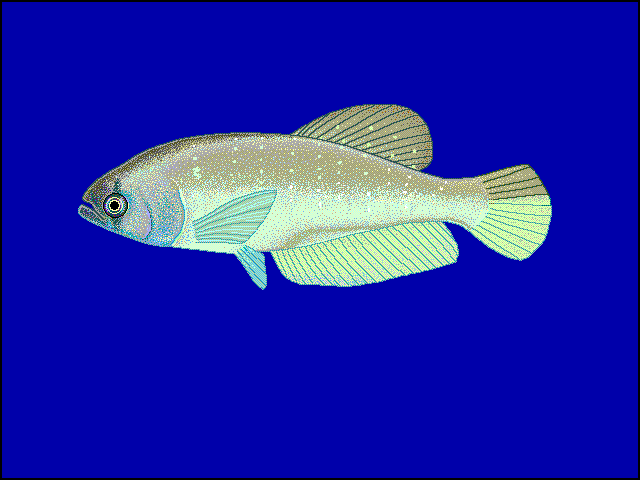
Austrolebias bellottii, famille des Rivulidae

- Rachycentridae
- Radiicephalidae
- Rajidae
- Regalecidae

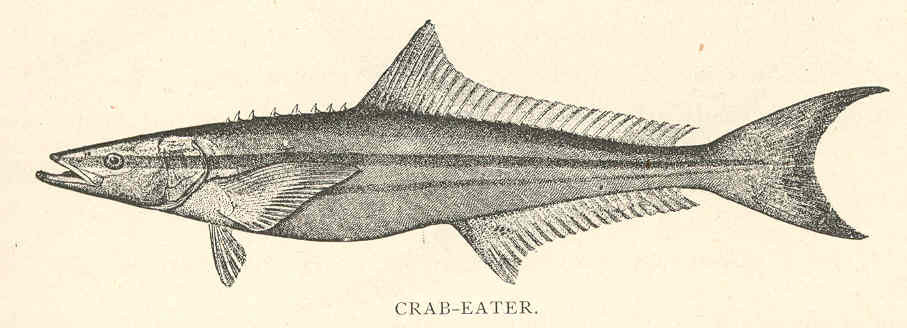
Cobia (Rachycentron canadum), seul poisson de la famille des Rachycentridae

- RetropinnidaeAustrolebias bellottii, famille des Rivulidae
- Rhamphichthyidae
- Rhamphocottidae
- Rhincodontidae
- Rhinobatidae
- Rhinochimaeridae
- Rhyacichthyidae
- Rivulidae
- Rondeletiidae

## S

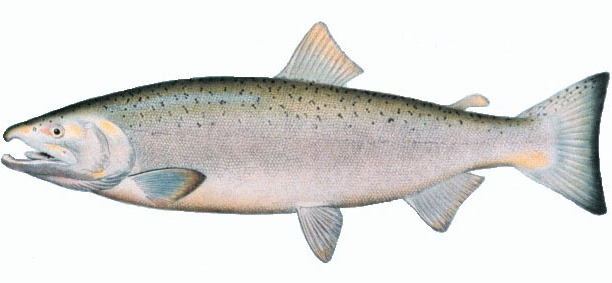
Saumon argenté (Oncorhynchus kisutch), famille des Salmonidae

Sa-Sc - Se-St - Su-Sy

### Sa-Sc

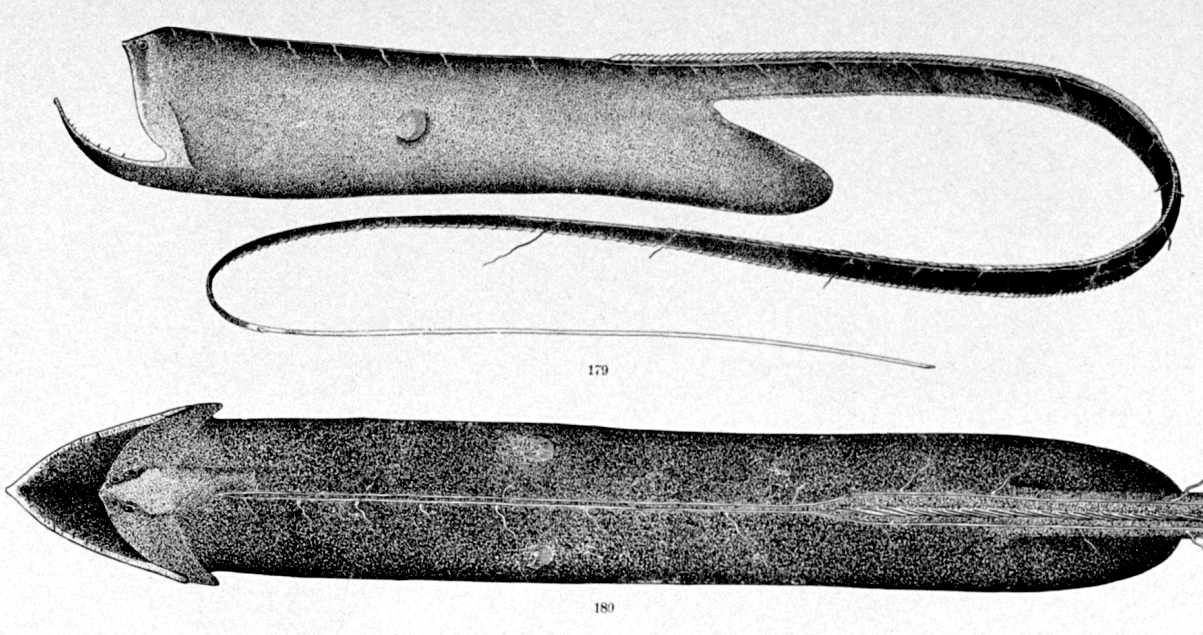
Saccopharynx ampullaceus, famille des Saccopharynx

- Saccopharyngidae
- Salangidae
- Salmonidae
- Samaridae
- Scaridae
- ScatophagidaeSaccopharynx ampullaceus, famille des Saccopharynx

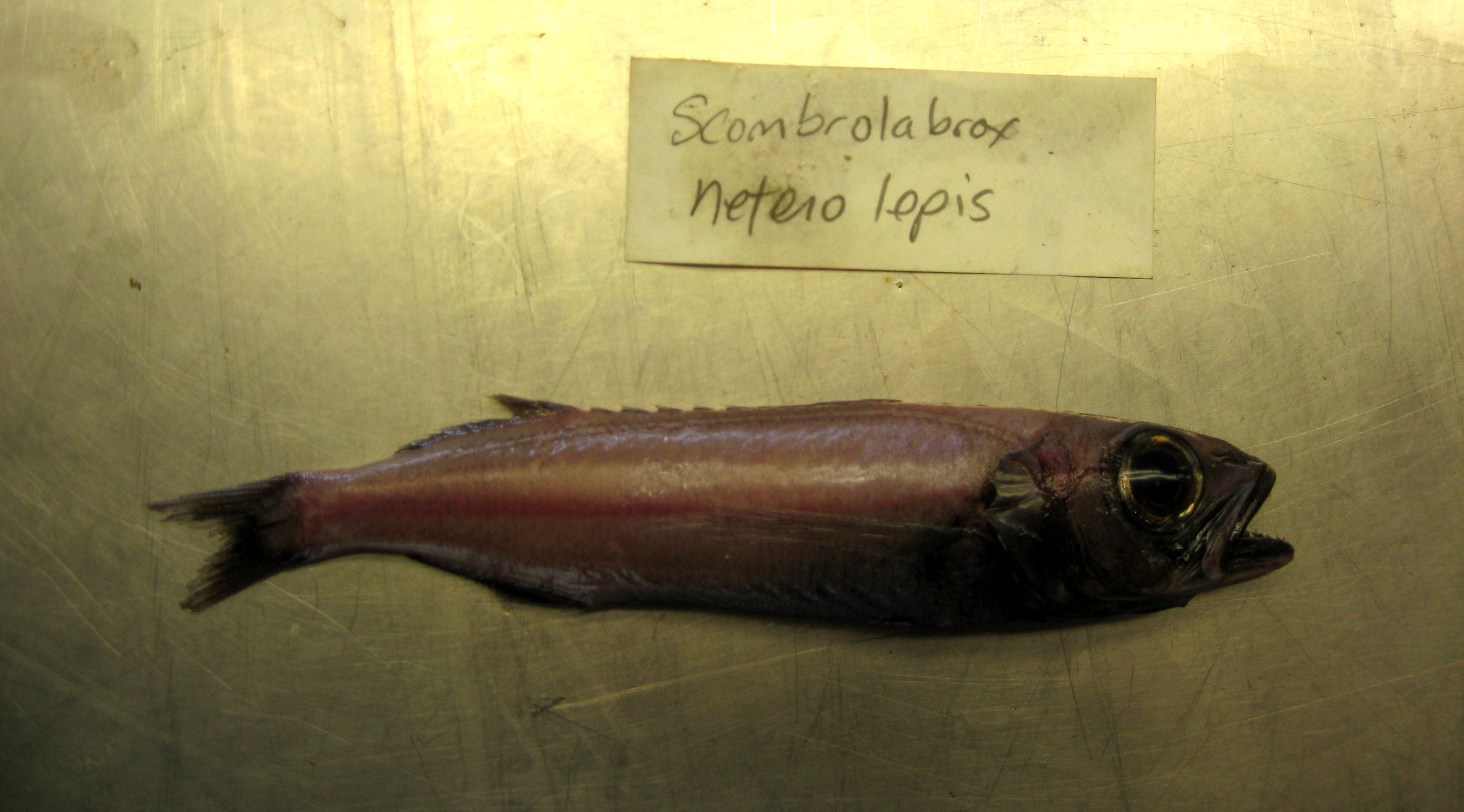
Scombrolabrax heterolepis, seul poisson de la famille des Scombrolabracidae

- Schilbeidae
- Schindleriidae
- Sciaenidae
- Scoloplacidae
- Scomberesocidae
- Scombridae
- Scombrolabracidae
- ScombropidaeScombrolabrax heterolepis, seul poisson de la famille des Scombrolabracidae
- Scopelarchidae
- Scophthalmidae
- Scorpaenidae
- Scyliorhinidae
- Scytalinidae

### Se-St

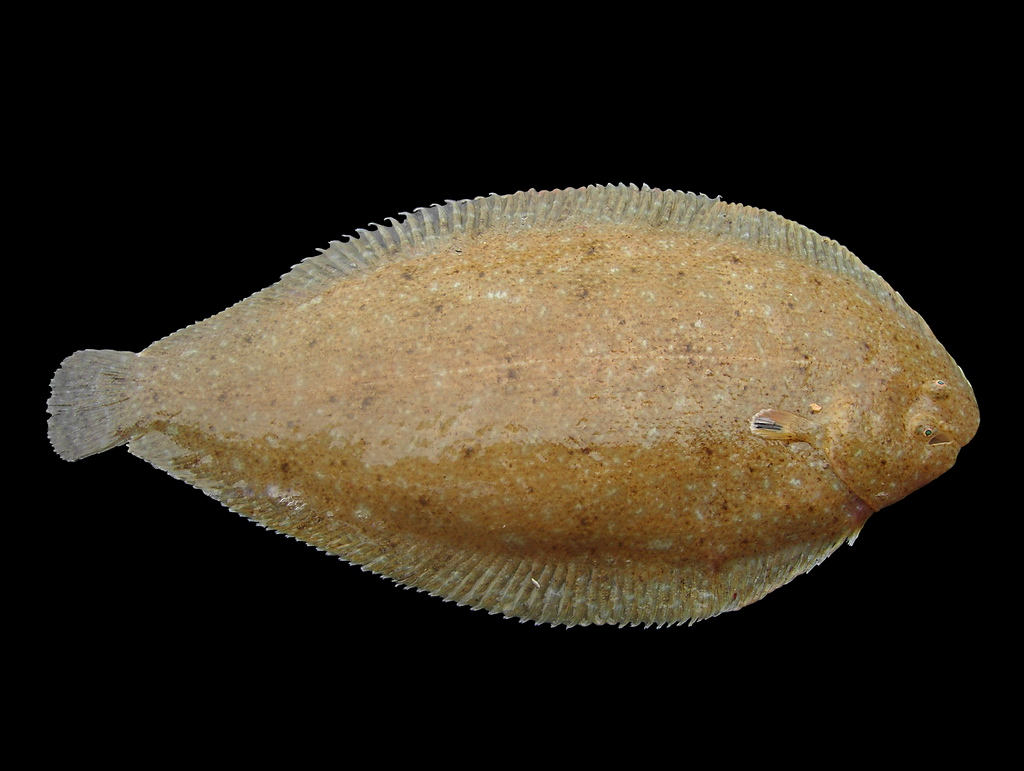
Pegusa lascaris, famille des Soleidae

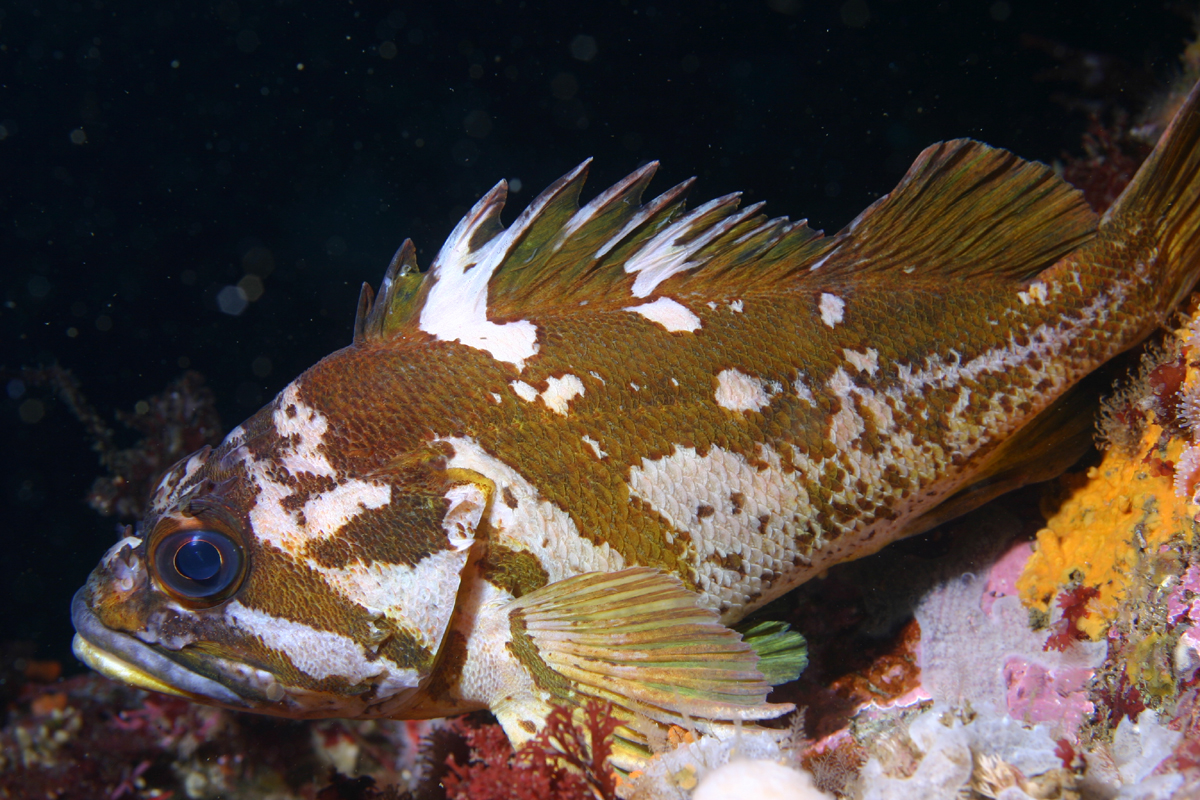
Sebastes carnatus, famille des Sebastidae

- Sebastidae
- Serranidae
- Serrivomeridae
- Setarchidae
- Siganidae
- Sillaginidae
- Siluridae
- Sisoridae
- SoleidaeSebastes carnatus, famille des Sebastidae

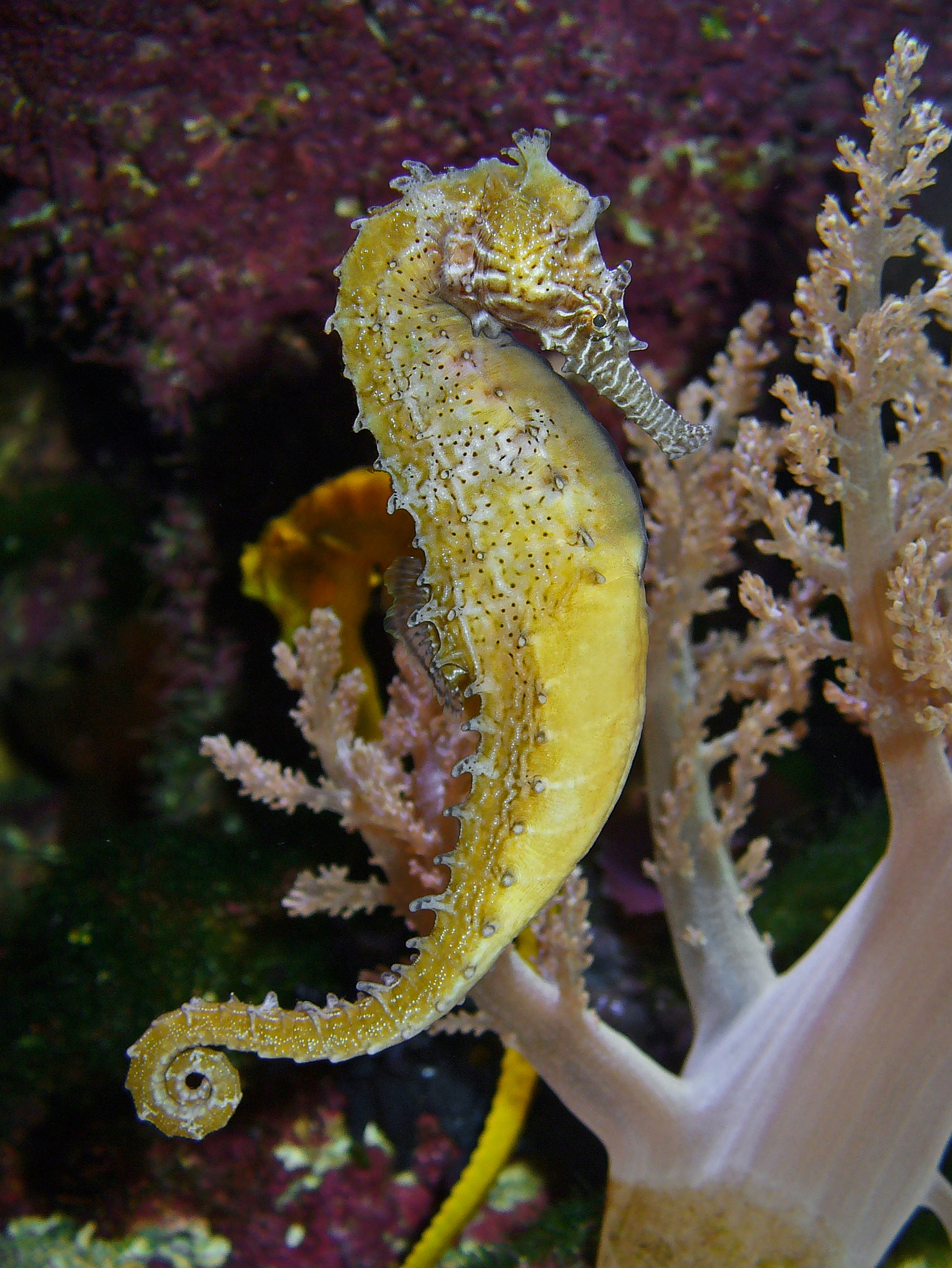
Hippocampus barbouri, famille des Syngnathidae

- Solenostomidae
- Sparidae
- Sphyraenidae
- Sphyrnidae
- Squalidae
- Squatinidae
- Stegostomatidae
- Stephanoberycidae
- SternoptychidaeHippocampus barbouri, famille des Syngnathidae
- Sternopygidae
- Stichaeidae
- Stomiidae
- Stromateidae
- Stylephoridae

### Su-Sy
- Sundasalangidae
- Symphysanodontidae
- Synanceiidae
- Synaphobranchidae
- Synbranchidae
- Syngnathidae
- Synodontidae

## T

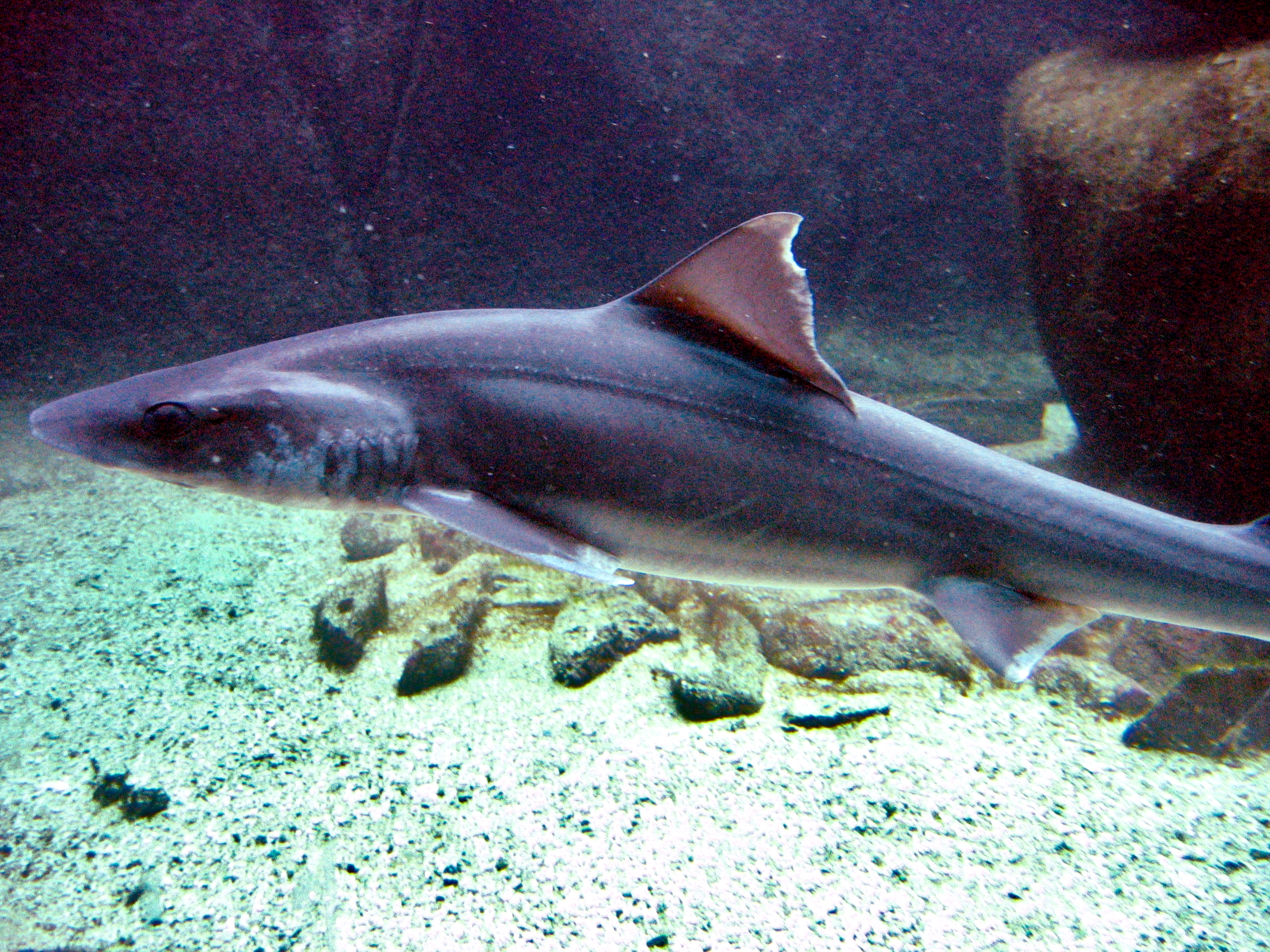
Emissole tachetée (Mustelus asterias), famille des Triakidae

- Telmatherinidae
- Terapontidae
- Tetrabrachiidae
- TetragonuridaeEmissole tachetée (Mustelus asterias), famille des Triakidae

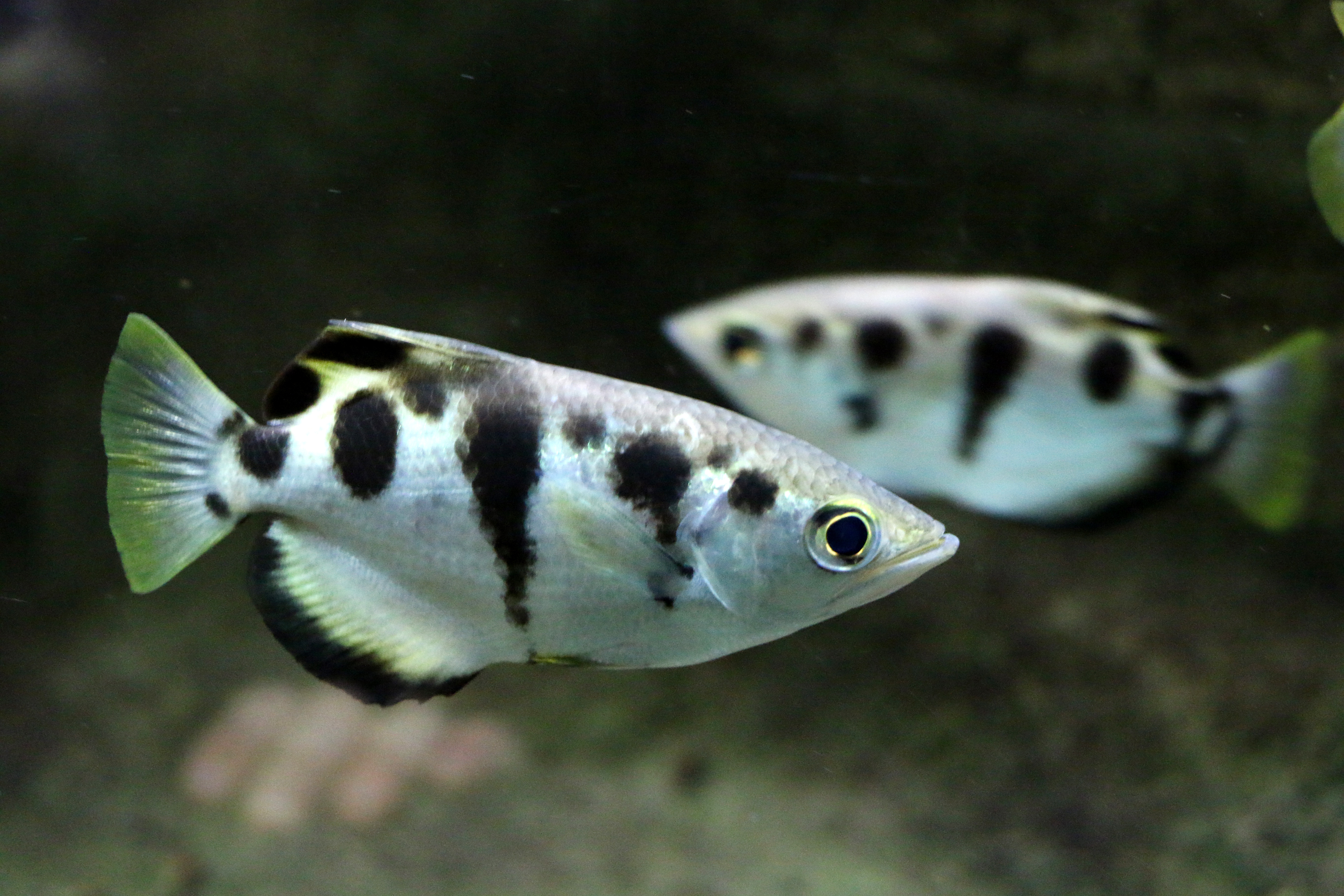
Poisson-archer (Toxotes chatereus), famille des Toxotidae

- Tetraodontidae
- Tetrarogidae
- Thaumatichthyidae
- Torpedinidae
- Toxotidae
- Trachichthyidae
- TrachinidaePoisson-archer (Toxotes chatereus), famille des Toxotidae
- Trachipteridae
- Triacanthidae
- Triacanthodidae
- Triakidae
- Trichiuridae
- Trichodontidae
- Trichomycteridae
- Trichonotidae
- Triglidae
- Triodontidae
- Tripterygiidae

## U

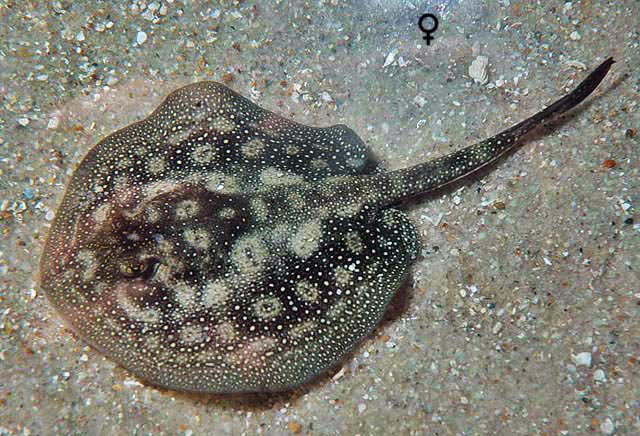
Urobatis jamaicensis, famille des Urolophidae

- Umbridae
- Uranoscopidae
- Urolophidae

## V

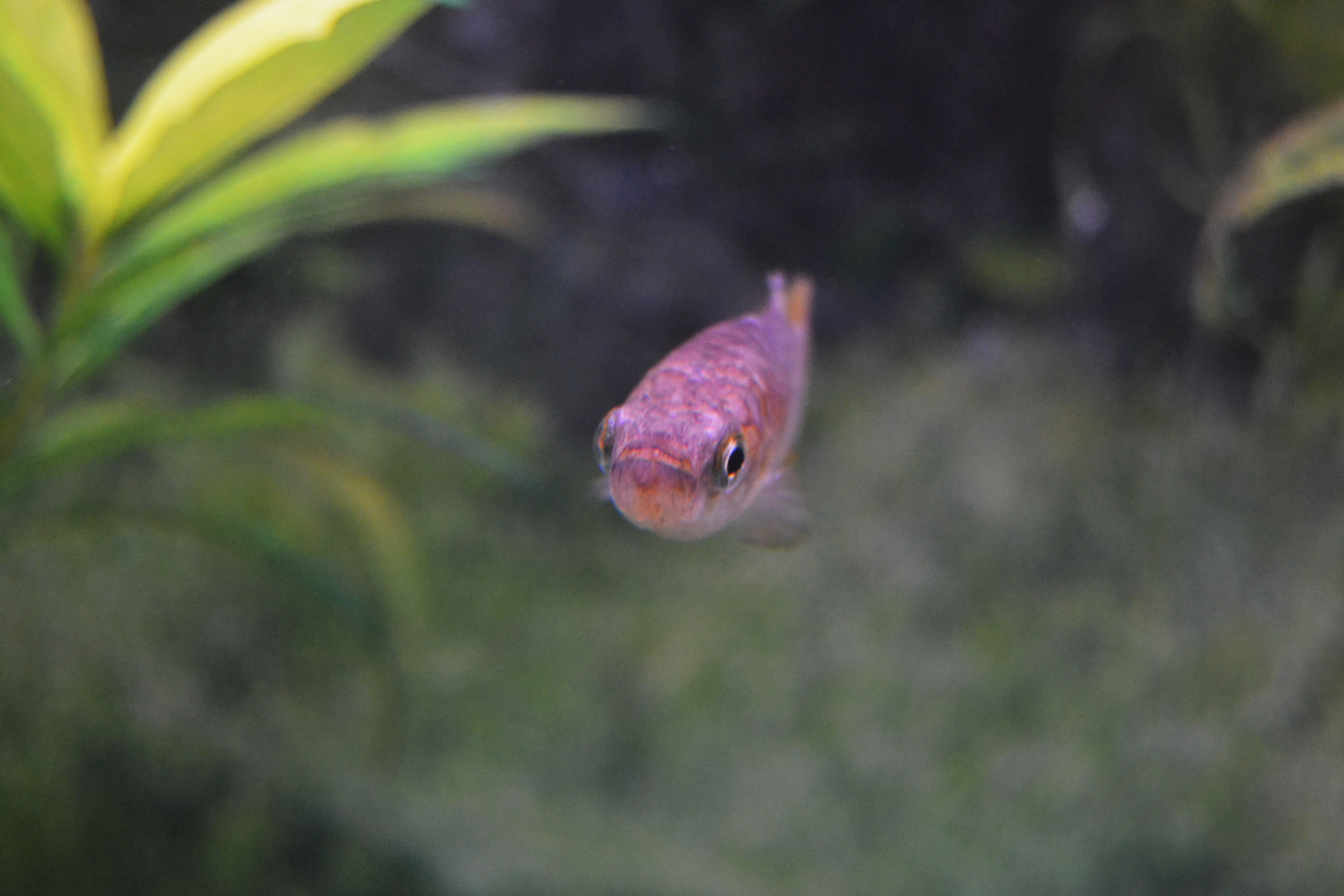
Valencia hispanica, famille des Valenciidae

- Valenciidae
- Veliferidae

## X

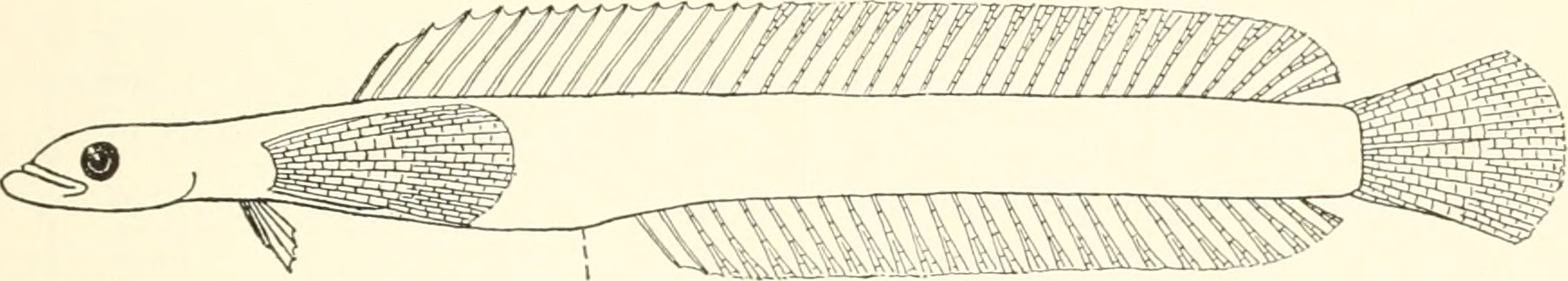
Allomicrodesmus dorotheae, famille des Xenisthmidae

- Xenisthmidae
- Xiphiidae

## Z

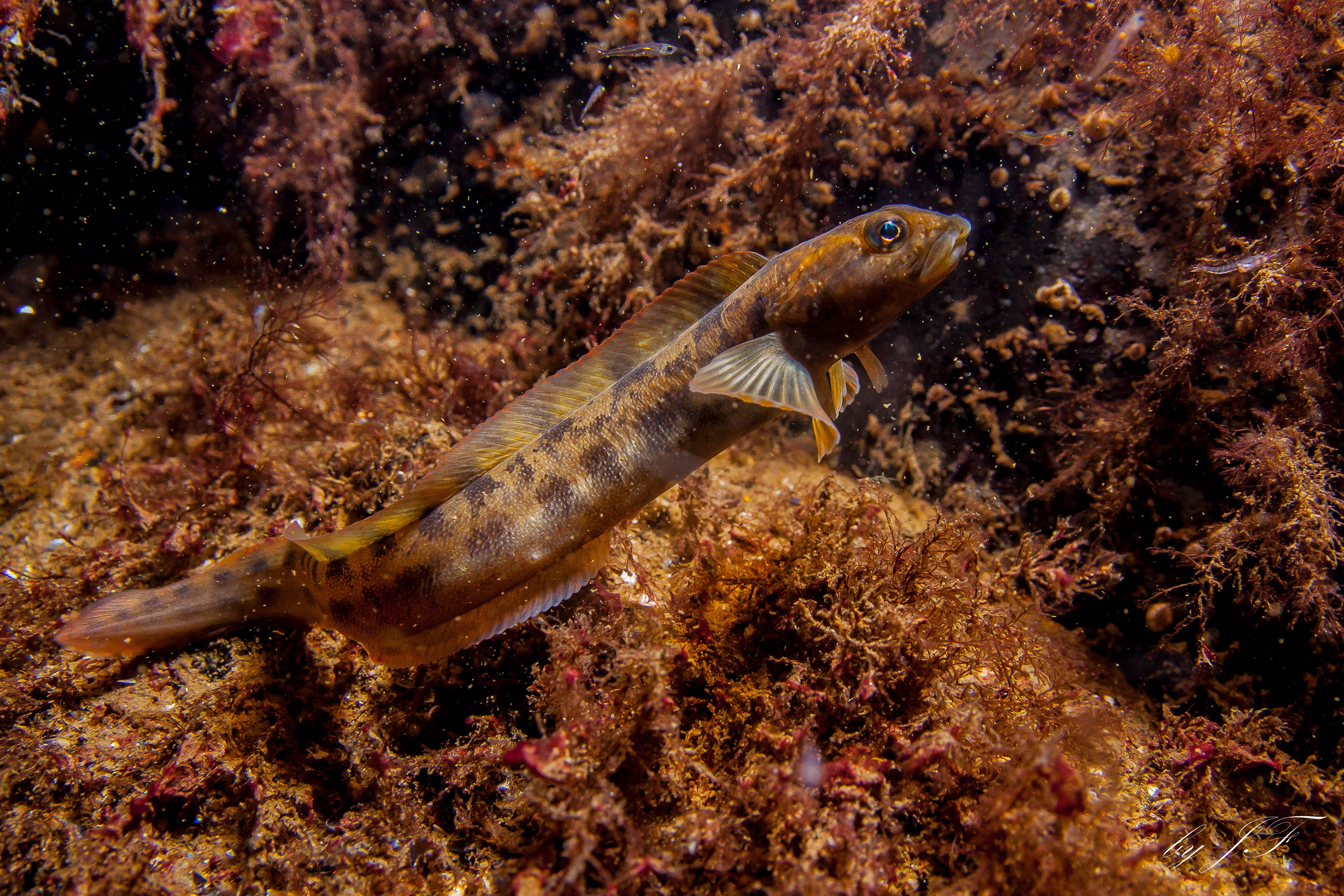
Zoarces viviparus, famille des Zoarcidae

- Zoarces viviparus, famille des ZoarcidaeZanclidae
- Zaniolepididae
- Zaproridae
- Zeidae
- Zenionidae
- Zoarcidae